# 日本統治時代の台湾

台湾
臺灣

国歌: 君が代

台湾全島図（1940年）

（台湾総督之印）

日本統治時代の台湾（にほんとうちじだいのたいわん）は、日清戦争の結果下関条約によって台湾が当時中国を支配していた清朝から日本に割譲された1895年（明治28年、光緒21年）4月17日から、日本の降伏による第二次世界大戦の終結後、中華民国国民政府により台湾省が設置、台湾省行政長官公署によって台湾の管轄権行使が開始される1945年（昭和20年、民国34年）10月25日までの時代である。ただし、1952年のサンフランシスコ平和条約まで日本は正式には台湾に対する権利を放棄しなかった。

## 呼称
当時は「大日本帝国台湾」あるいは「日本領台湾」であった。現在の台湾では、この時期を「日據」あるいは「日治」などと呼称するが、日本に占領されたと捉えるか統治されたと捉えるかによって意味が少し変わってくる。ただし、この「日據」「日治」の表記違いがあまり意識されない場合もあり、民間の新聞記事などでは、1つの記事中でこの2つの単語が混在している場合もある。「據」は日本の新字体では「拠」で、日本が占拠していた時代の意。

## 歴史

### 統治初期の政策

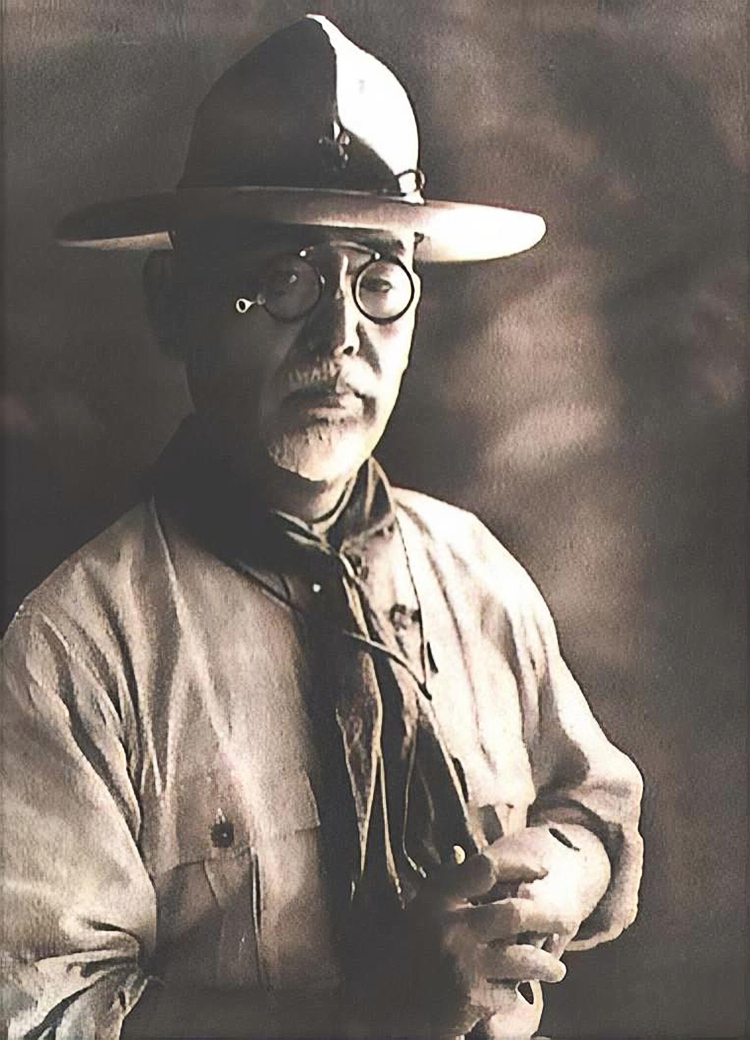
後藤新平

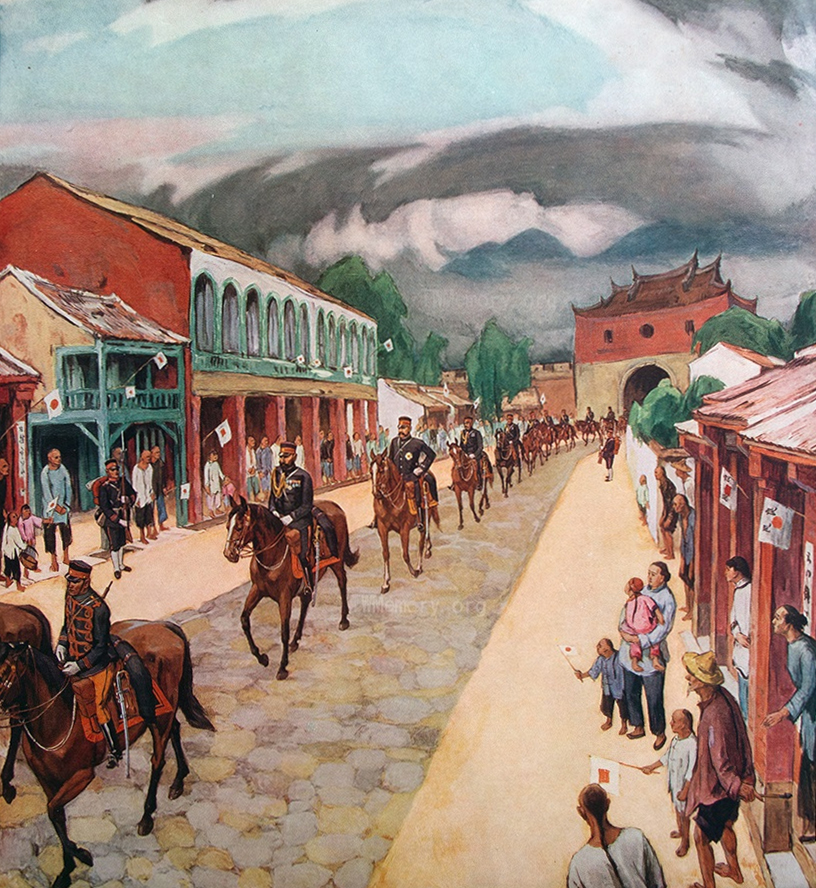
日本軍の台北入城を描いた想像図。遠方に北門が見える（1895年）

日本統治の初期段階は1895年（明治28年）5月から1915年（大正4年）の西来庵事件までを第1期と区分することができる。この時期、台湾総督府は軍事行動を前面に出した強硬な統治政策を打ち出し、台湾居民の抵抗運動を招いた。台湾巡撫の劉銘伝が日清戦争より前の1891年に敷設を開始した縦貫線は、1895年10月に全線開通したときには日本に接収されていた。
それらは武力行使による犠牲者を生み出した他、内外の世論の関心を惹起し、1897年（明治30年）の帝国議会では台湾を1億元でフランスに売却すべきという「台湾売却論」まで登場した。こうした情況の中台湾総督には中将以上の武官が就任し台湾の統治を担当した。
1898年（明治31年）、児玉源太郎が第4代台湾総督として就任すると、内務省の官僚だった後藤新平を民政長官に抜擢し、台湾の硬軟双方を折衷した政策で台湾統治を進めていく。1900年12月には宮内庁などの出資により、台湾製糖とその工場が運営を開始した。
また、1902年（明治35年）末に抗日運動を制圧した後は、台湾総督府は日本の内地法を超越した存在として、特別統治主義を採用することとなった。
日本統治初期は台湾統治に2種類の方針が存在していた。第1が後藤新平などに代表される特別統治主義である。これは英国政府の植民地政策（＝イギリス帝国）を採用し、日本内地の外に存在する植民地として内地法を適用せず、独立した特殊な方式により統治するというものである。当時ドイツの科学的植民地主義に傾倒していた後藤は生物学の観点から、文化・文明的に立ち遅れている植民地の急な同化は困難であると考えていた。後藤は台湾の社会風俗などの調査を行い、その結果をもとに政策を立案、生物学的原則を確立すると同時に、漸次同化の方法を模索するという統治方針を採った。
これに対し原敬などは、台湾を内地の一部とし、内地法を適用する『内地延長主義』を提唱した。
フランスの植民地思想に影響を受けた原は、人種・文化が類似する台湾は日本と同化することが可能であると主張した。
1898年（明治31年）から1906年（明治39年）にかけて民政長官を務めた後藤は自らの特別統治主義に基づいた台湾政策を実施した。
この間、台湾総督は六三法により「特別立法権」が授権され、立法、行政、司法、軍事を中央集権化した存在となっていた。これらの強力な統治権は台湾での抗日運動を鎮圧し、台湾の社会と治安の安定に寄与した。
また、当時流行していた阿片を撲滅すべく、阿片吸引を免許制とし、また阿片を専売制にして段階的に税を上げ、また新規の阿片免許を発行しないことで阿片を追放することにも成功した（阿片漸禁策）。
そのため現在の台湾の教育・民生・軍事・経済の基盤は当時の日本によって建設されたものが基礎となっていると主張する意見（李登輝など）と、近代化の中の日本の役割を評価することは植民地統治の正当化と反発する意見、台湾は農作物供給地として農業を中心に発展させられたため工業発展に遅れたと主張する意見、日本の商人によって富が奪われたとする意見（図解台湾史、台湾歴史図説）も提示されている。

### 内地延長主義時期（1915年 - 1937年）

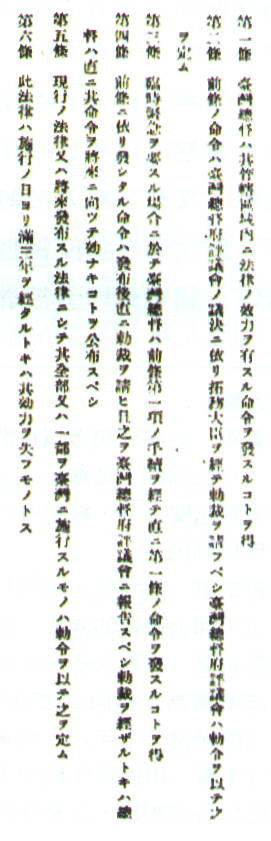
六三法条文

#### 統治政策
日本統治の第2期は西来庵事件の1915年（大正4年）から1937年（昭和12年）の盧溝橋事件までである。国際情勢の変化、特に第一次世界大戦の結果、西洋諸国の植民地統治の権威が失墜し、民族主義が高揚した時期である。民主と自由の思想による民族自決が世界の潮流となり、1918年（大正7年）1月にアメリカ合衆国大統領ウィルソンが提唱する民族自決の原則と、レーニンの提唱した植民地革命論は世界の植民地に大きな影響を与えるようになった。このような国際情勢の変化の中、日本による台湾統治政策も変化した。
1919年（大正8年）、台湾総督に就任した田健治郎は初の文官出身者だった。田は赴任する前に当時首相であった原と協議し、台湾での同化政策の推進が基本方針と確認され、就任した10月にその方針が発表された。田は同化政策とは内地延長主義であり、台湾民衆を完全な日本国民とし、国家国民としての観念を涵養するものと述べている。
その後20年にわたり台湾総督府は同化政策を推進し、具体的な政策としては地方自治を拡大するための総督府評議会の設置、日台共学制度及び共婚法の公布、笞刑の撤廃、日本語学習の整備などその同化を促進し、台湾人への差別を減少させるための政策を実現した。また後藤の政策を改め、鉄道や水利事業などへの積極的な関与を行い、同化政策は具体的に推進されていった。

#### 「台湾人」による政治運動

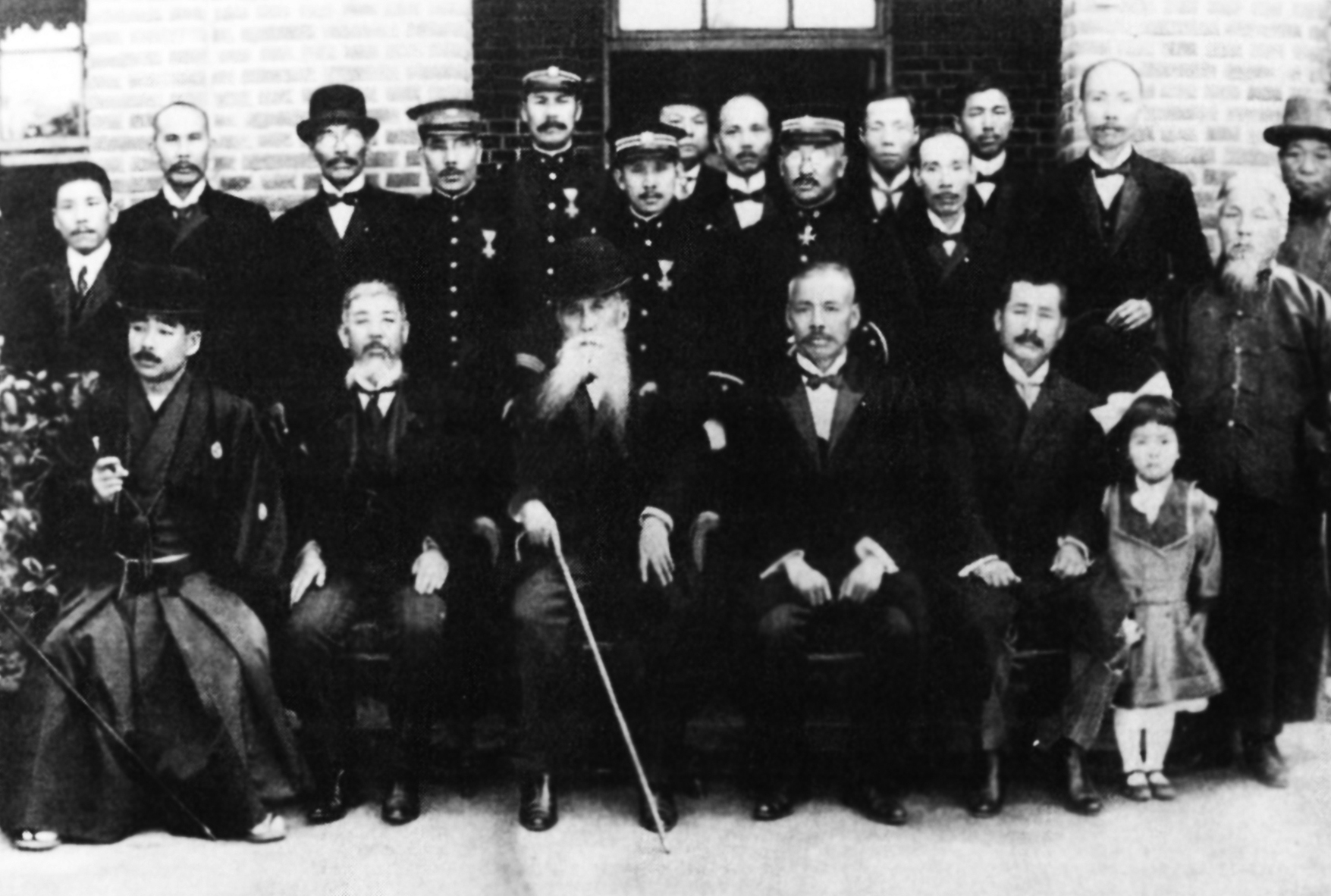
板垣退助、林献堂（後列右から2人目）台湾にて撮影

1914年（大正3年）、台中霧峰の著名な土着地主資産家である林献堂が来台した板垣退助と協力し在台日本人と同等の権利を求める台湾同化会を設立する。しかし、板垣が台湾を離れるとまもなく台湾総督府により解散させられた。
その後、台湾総督府の中央集権的な特権を認めた六三法の撤廃を求めて啓発会が結成され、その解散後は新民会が結成されたが、知識人階級から六三法撤廃運動は台湾の特殊性の否定であるとの批判が出ると、台湾に議会設置を求める台湾議会設置請願運動が開始される。1921年（大正10年）、第一回台湾議会設置請願書を帝国議会に提出すると、以降13年15回にわたって継続的に行なわれた。
1921年（大正10年）には台湾文化の涵養を目的として、林献堂を総理とした台湾文化協会が設立され、各地で講演会や映画上映などを行い大衆啓蒙運動を展開した。1922年（大正11年）には日本政府が台湾事業公債を発行する。田総督の強い要望により、翌1923年（大正12年）4月、摂政宮皇太子裕仁親王（後の昭和天皇）による台湾行啓が行われた。1927年（昭和2年）、左派が協会の主導権を握ると右派の離脱を惹起し、台湾における社会運動は分裂することになる。台湾文化協会は事実上台湾共産党の支配下に入り、台湾共産党が一斉検挙されると同時に台湾文化協会も崩壊した。
離脱した右派は、その後台湾民衆党を結成。台湾民衆党が蔣渭水により左傾化すると、右派は、1930年（昭和5年）台湾の地方自治実現を単一目標に挙げる台湾地方自治連盟を結成した。1937年（昭和12年）、日本統治期最後の政治団体である台湾地方自治連盟が解散に追い込まれ、「台湾人」による政治運動は終わりを告げた。

### 皇民化運動（1937年 - 1945年）

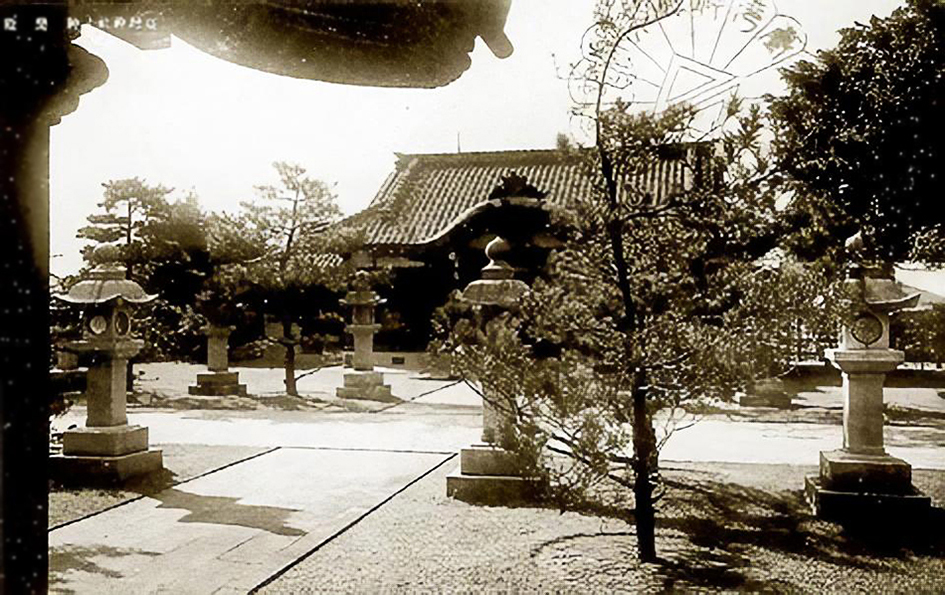
台湾神宮

1937年（昭和12年）に日中戦争（支那事変）が勃発すると、日本の戦争推進のための資源供給基地として台湾が重要視されることとなり、台湾における国民意識の向上が課題となった総督府により皇民化政策が推し進められることになる。皇民化運動は国語運動、改姓名、志願兵制度、宗教・社会風俗改革の4点からなる、台湾人の日本人化運動である。その背景には長引く戦争の結果、日本の人的資源が枯渇し、植民地に頼らざるをえなくなったという事情があった。当時のフィルムが2003年に発見され、そこには台南市で周辺地域から青年を集め、「国民道場」の名で皇民精神を植え付けるための訓練指導を施す模様が記録されていた。
国語運動は日本本土と同様で、言語の統一を目指して日本語標準語の使用を徹底化する運動で、各地に日本語講習所が設けられ、国語家庭が奨励された。国語家庭とは家庭においても日本語が使われるというもので、国語運動の最終目標でもあった。その過程で台湾語・客家語・原住民語の使用は抑圧されたという意見もある。
改姓名は台湾でも制度的に強制されなかったが、日本式姓名を持つことが社会的地位の上昇に有利にはたらく場合もあり、改姓名を行った台湾人もいたが、1943年までに改姓名を行った者は全人口の2%、その後、日本統治終了後，台北県で元の姓名に復帰した件数の統計から，人口の約7%が改姓名を行ったという資料があり、朝鮮半島と比べると極めて少なかった。
日本が中国と戦争を行っていたことから、台湾の漢民族を兵士として採用することには反対が多かったが、兵力不足からやむをえず志願兵制、1945年（昭和20年）からは徴兵制度が施行された。およそ21万人（軍属を含む）が戦争に参加し、3万人が死亡した。
また日本の一部になったことと同時に、台湾の宗教や風俗は日本風なものに改められた。寺廟は取り壊されたり、神社に改築された（寺廟整理）。中華風の結婚や葬式は日本風な神前結婚や寺葬に改められた。
1937年（昭和12年）の10月1日には台北時間・西部標準時（グリニッジ標準時+8）が廃止され、東京時間・中央標準時（グリニッジ標準時+9）に統一された。1945年（昭和20年）9月に、元のように復帰した。

### 日本の敗戦と中華民国による接収

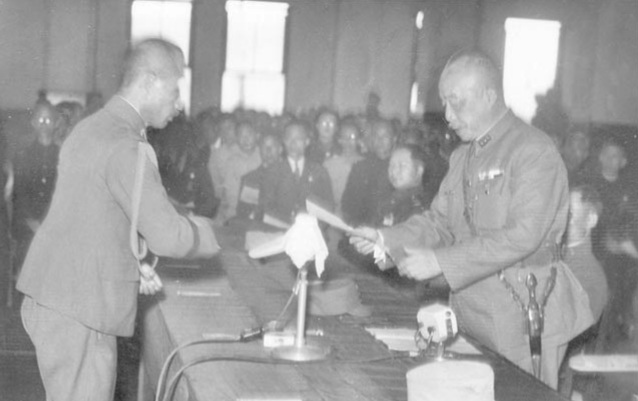
日本の安藤利吉台湾総督（左）の降伏を受諾する中華民国の陳儀台湾省行政長官（右）

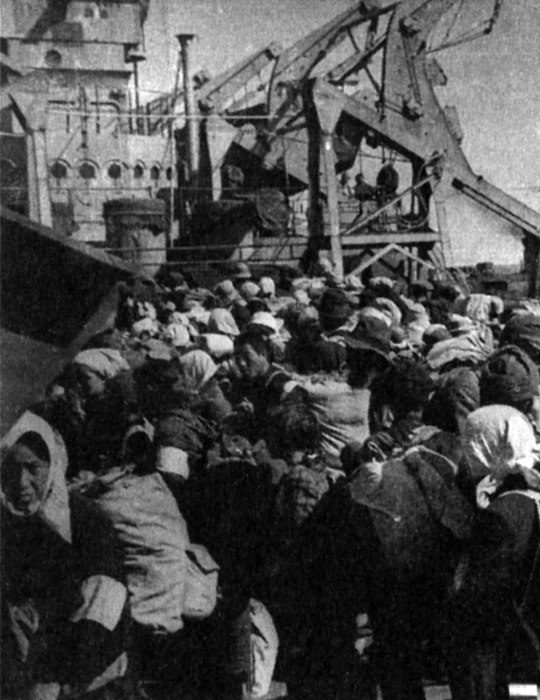
在台日本人の引き揚げ

1945年（昭和20年）8月15日、日本政府がポツダム宣言を受諾して降伏し終戦の詔書を発表し第二次世界大戦（太平洋戦争）が終結すると、台湾は中華民国による接収（台湾光復）が行われることとなった。同年8月29日、国民政府主席の蔣介石は陳儀を台湾省行政長官に任命、9月1日には重慶にて台湾省行政長官公署及び台湾省警備総司令部が設置され、陳儀は台湾警備司令を兼任することとなった。そして10月5日、台湾省行政長官公署前進指揮所が台北に設置されると、接収要員は10月5日から10月24日にかけて上海、重慶から台湾に移動した。
1945年（昭和20年）10月25日、中華民国戦区台湾省の降伏式典が午前10時に台北公会堂で行われ、日本側は台湾総督安藤利吉が、中華民国側は陳儀がそれぞれ全権として出席し降伏文書に署名され、台湾省行政長官公署が正式に台湾統治に着手した。公署は旧台北市役所（現在の行政院）に設置され、国民政府代表の陳儀、葛敬恩、柯遠芬、黄朝琴、游弥堅、宋斐如、李万居の他、台湾住民代表として林献堂、陳炘、林茂生、日本側代表として安藤利吉及び諫山春樹が参加し、ここに日本による台湾統治は終焉を迎えた。

### 台湾の帰属について
日本国は1951年（昭和26年）のサンフランシスコ講和条約によって台湾における権利、権原及び請求権を放棄し、施政権を喪失した。そして、1952年（昭和27年）に中華民国と結んだ日華平和条約でもこれを確認した。日本政府は台湾の帰属について「主権の帰属先について、発言する立場に無い」としている。

## 行政機構

### 台湾総督府

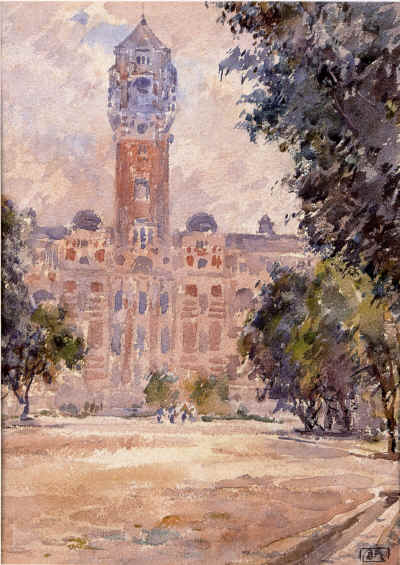
1930年代（昭和5年-昭和14年）の総督府庁舎
（石川欽一郎・画）

台湾総督府は日本統治時代の最高統治機関であり、その長官が台湾総督である。総督の組織は中央集権式に特徴があり、台湾総督により行政、立法、司法、軍事が総覧され専制的な統治権が施行されていた。

#### 沿革
台湾総督府の設立当初は民政、陸軍、海軍の3局が設置されていた。民政局には局長部、内務、殖産、財務、学務の5部が設置されたほか、台湾民主国の活動が行われた期間に高島鞆之助が副総督として任命されたケースもある。1896年（明治29年）、陸海軍両局が統合され軍務局に、また局長部を廃止し民政局に総務、法務、通信の各部を置き7部体制となった。その後、1898年（明治31年）に民政局を民政部とし、従前の各部を廃止して民政部に14の課を設置した。1901年（明治34年）、民政部に総務、財務、通信、殖産、土木の5局と警察本署を設置。1919年（大正8年）の総督府官制変更の際には、民政部を廃止し、内務、財務、逓信、殖産、土木、警務の6局と法務部を設置した。

#### 総督
1896年（明治29年）に施行された六三法及び1906年（明治39年）に公布された三一法あるいは1921年（大正10年）の法三号により台湾に委任立法制度が施行され、総督府はその中央機関と位置づけられた。一般の政策決定は総督府内部の官僚により法律が策定された後、台湾総督府による台湾総督府令の形式により発行した。また専売制などの導入など一部の内容は日本政府との事前協議及び国会の承認を必要とした内容もある。
1895年（明治28年）から1945年（昭和20年）の期間中、日本は19代の台湾総督を任命している。その出身より前期武官総督期、文官総督期、後期武官総督期に分類することができ、各総督の平均在任期間は2年半である。
前期武官総督期の総督は樺山資紀、桂太郎、乃木希典、児玉源太郎、佐久間左馬太、安東貞美、明石元二郎である。この中で安東貞美と明石元二郎は台湾人の権益を保護する政策を実施し、明石はその死後台湾に墓地が建立されている。
文官総督時代は大正デモクラシーの時期とほぼ一致し、日本の政党の推薦を受け赴任された。1919年（大正8年）から、田健治郎、内田嘉吉、伊沢多喜男、上山満之進、川村竹治、石塚英蔵、太田政弘、南弘、中川健蔵が就任し1936年（昭和11年）まで文官総督が続いている。また台湾の統治方式を抗日運動の鎮圧から経済建設による社会安定に転換した時期である。
1936年（昭和11年）になると再び武官が台湾総督に任命されるようになった。この時期の総督は小林躋造、長谷川清、安藤利吉であり、1937年（昭和12年）に日中戦争（支那事変）が勃発し台湾の軍事的価値が高まり、戦争遂行のための軍事需要への対応と軍事基地化がその政策の中心となった。最後の総督である安藤は戦後戦犯として拘束され、1946年（昭和21年）に上海において自殺している。

#### 総務長官
台湾総督府初期は民政局長官：1895年（明治28年）、民政局長：1895年（明治28年） - 1898年（明治31年）、民政長官：1898年（明治31年） - 1919年（大正8年）と称され、1919年（大正8年）8月20日に総務長官と改称された。総務長官は台湾総督の施政を補佐すると共に、台湾総督府の各政策の実務を担当した。
台湾総務長官は、前身である民政長官などを含め水野遵、曽根静夫、後藤新平、祝辰巳、大島久満次、宮尾舜治、内田嘉吉、下村宏、賀来佐賀太郎、後藤文夫、河原田稼吉、人見次郎、高橋守雄、木下信、平塚広義、森岡二朗、斎藤樹、成田一郎が就任している。

#### その他官庁
総督及び総務長官以外に総督官房、文教局、財務局、鉱工局、農商局、警務局、外事部、法務部などが設置され、これら行政機関以外に法院、刑務支所、少年教護院、警察官訓練所、交通局、港務局、専売局、台北帝国大学、各直属学校、農林業試験所などの司法、教育関係の部署を擁していた。

### 地方行政区域

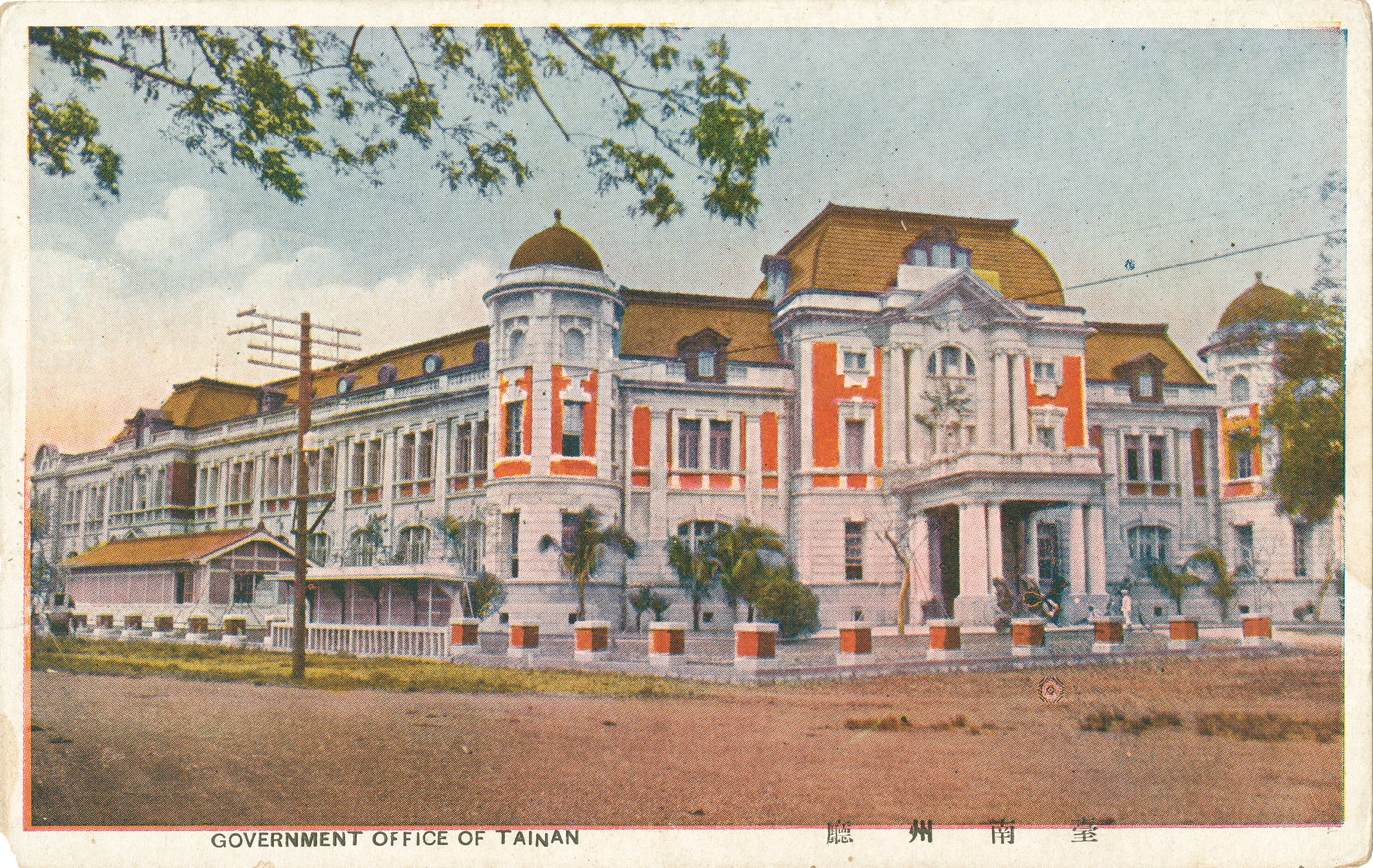
台南州庁舎（1920年完成）

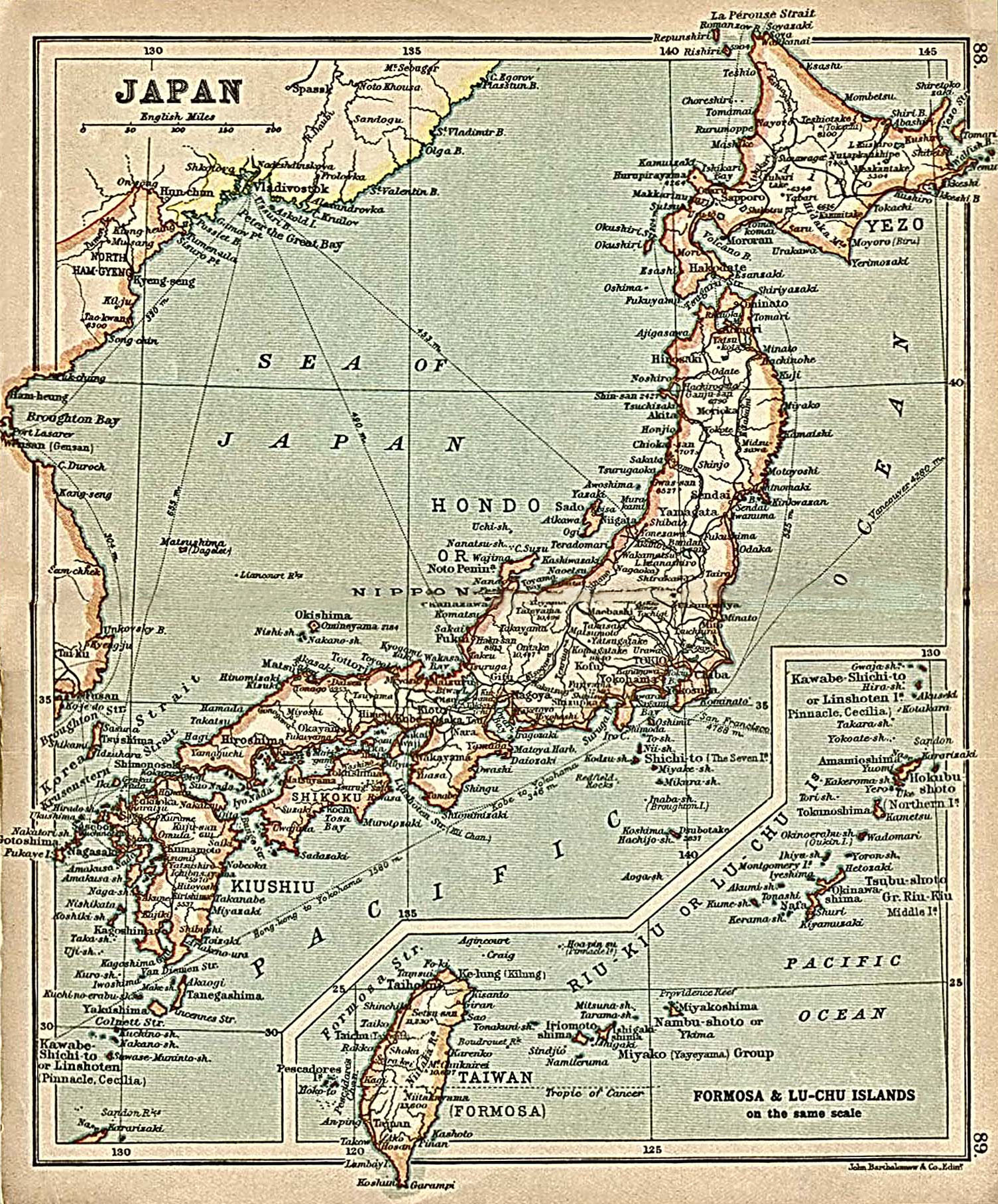
1912年の日本及び台湾の地図。1895年から1945年まで、台湾は大日本帝国の一部だった。

中央行政機構以外に、内政統治を行うための行政区域が設置され、日本統治の50年間に10回もの改変が行われている。1895年（明治28年）、台湾統治に着手した日本は台北、台湾、台南の3県と澎湖庁を設置した。1897年（明治30年）には6県（台北県、新竹県、台中県、嘉義県、台南県、鳳山県）3庁（宜蘭庁、台東庁、澎湖庁）の下に78弁務署が置かれている。組織可変は頻繁に行われ、1920年（大正9年）に実施した台北州、新竹州、台中州、台南州、高雄州、台東庁、花蓮港庁および澎湖庁（1926年（大正15年）高雄州より離脱）の5州3庁設置と、その下に置かれた市・街・庄（高砂族の集落には社が置かれた）の地方行政区域で最終的な地方行政区域が確定することとなった。この時の行政区域はその後の国民政府による台湾行政区域決定にも影響を与えている。
なお、5州3庁は内地の都道府県に、市・街・庄および社は内地の市町村にそれぞれ相当する。また1920年（大正9年）の行政区域設定の際には、打狗を高雄、錫口を松山、枋橋を板橋、阿公店を岡山、媽宮を馬公としたような和風地名等への改称が行われ、改称された地名は現在でも数多く使用されている。
| 行政区域 | 面積 （km2） | 現在                           | 備考                   |
| -------- | ------------ | ------------------------------ | ---------------------- |
| 台北州   | 4,600.8      | 新北市、台北市、基隆市、宜蘭県 |                        |
| 新竹州   | 4,573.0      | 桃園市、新竹県、新竹市、苗栗県 |                        |
| 台中州   | 7,395.7      | 台中市、彰化県、南投県         |                        |
| 台南州   | 5,444.2      | 雲林県、嘉義県、嘉義市、台南市 |                        |
| 高雄州   | 5,721.9      | 高雄市、屏東県                 |                        |
| 台東庁   | 3,515.3      | 台東県                         |                        |
| 花蓮港庁 | 4,628.6      | 花蓮県                         |                        |
| 澎湖庁   | 126.9        | 澎湖県                         | 1926年に高雄州より分割 |

### 台湾人の地方参政権
1935年（昭和10年）4月、台湾地方制度の関係法令、台湾市制、台湾街庄制の発布がなされ、10月からの施行をもって、台湾人の政治参加への道が開かれるようになった。
| 市の人口             | 市会議員定数 |
| -------------------- | ------------ |
| 5万人未満            | 24           |
| 5万人以上10万人未満  | 28           |
| 10万人以上20万人未満 | 32           |
| 20万人以上30万人未満 | 36           |

選出された議員は概ね台湾人と日本人の比率が同じとなったが、日本人議員の比率が14.3%の市もあった。
台湾人が選挙を通じて議員となり、地方政治の予算や議決に関与することが出来るようになった。
5州9市263街庄に法人格が付与され、州会、市会が議決機関となった。州会では、歳入出予算の決定、決算報告、使用料・手数料・州税・賦課徴収、起債、基本財産・積立金穀の設置・管理および処分、継続費・特別会計の設定などについての議決権を有していた。また、州の公益に関して意見を答申できたし、行政庁の諮問に答申する義務も持っていた。市会では、このほかに市条例の設置・改廃ができた。
- 州会議員の半数は総督の任命、半数は市会議員・街庄協議会員による選挙[15]。
- 市には任命制の市伊（市長）の下に市会が置かれ、半数は州知事の任命、半数は所得制限と男子25歳の有権者による制限選挙[15]。
- 街庄では街長・庄長が任命され、その下に協議会が置かれ、半数が公選[15]。

## 抗日運動

### 台湾民主国
1895年（明治28年）に日清戦争の敗北が決定的になった清朝は、戦争の早期講和を目指して同年4月17日に日本と下関条約を締結し、その際に日本が求めた台湾地域（台湾島と澎湖諸島）の割譲を承認した。しかし、これは（当時の帝国主義全盛の時代では珍しくなかったとはいえ）台湾の一般民衆に全く知らされずに決められたことであり、突然に自分達の住む土地が割譲され、国籍が日本になるという知らせを聞かされた台湾住民は動揺した。
その中でも、台湾に住む清朝の役人と中国系移民の一部が清朝の判断に反発して同年5月25日「台湾民主国」を建国、丘逢甲を義勇軍の指揮官とし日本の接収に抵抗した。しかし日本軍が台北への進軍を開始すると、傭兵を主体として組織された台湾民主国軍は民衆の支持も得られず間もなく瓦解、台南では劉永福が軍民を指揮、また一部の民衆も義勇軍を組織して抵抗を継続したが、同年6月下旬、日本軍が南下、圧倒的な兵力・兵器の差の前に敗退した。10月下旬に劉永福が大陸に逃亡、日本軍が台南を占領したことで台湾民主国は崩壊した。台湾軍民で戦死又は殺害された者は14,000人（『台湾史小事典』）に及んだ。

### 抗日運動
台湾民主国の崩壊後、台湾総督樺山資紀は1895年（明治28年）11月8日に東京の大本営に対し台湾全島の鎮圧を報告、日本による台湾統治が開始された。しかし12月には台湾北部で清朝の郷勇が台湾民主国の延長としての抗日運動を開始した。1902年（明治35年）になると漢人による抗日運動は制圧され、民間が所有する武器は没収された。これらの抗日運動で戦死又は逮捕殺害された者は1万人余り（図解台湾史）との説もある。
この時期の総督である児玉源太郎は鎮圧を前面に出した高圧的な統治と、民生政策を充実させる硬軟折衷政策を実施し、一般民衆は抗日活動を傍観するに留まった。日本統治前期の抗日活動は台湾を制圧し清朝への帰属を目指すものであり、台湾人としての民族自覚より清朝との関係の中で発生した武装闘争である。

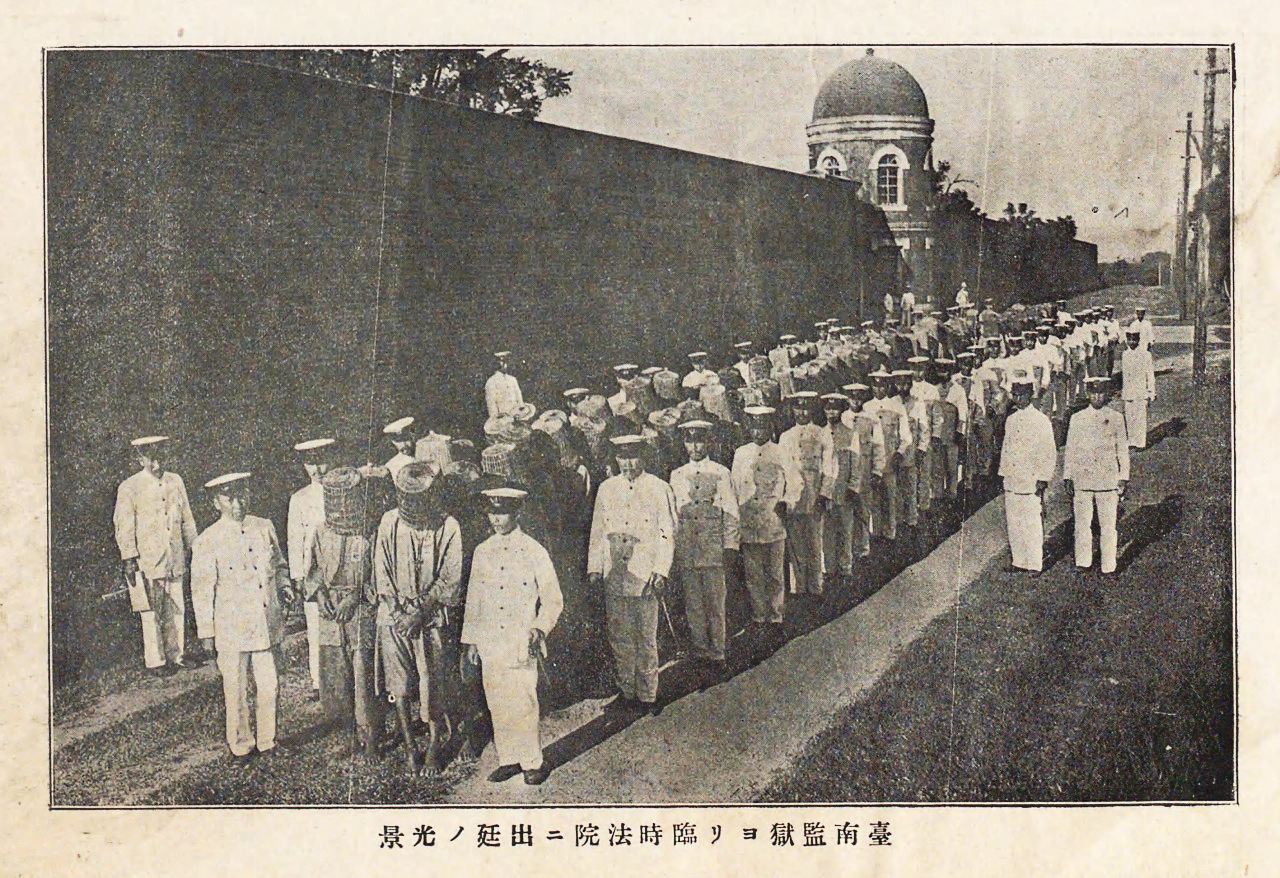
西来庵事件で台南刑務所より法院に押送される逮捕者

一旦は平定された抗日武装運動であるが、1907年（明治40年）に北埔事件が発生すると1915年（大正4年）の西来庵事件までの間に13件の抗日武装運動が発生した。規模としては最後の西来庵事件以外は小規模、または蜂起以前に逮捕されている。そのうち11件は1911年（明治44年）の辛亥革命の後に発生し、そのうち辛亥革命の影響を強く受けた抗日運動もあり、4件の事件では中国に帰属すると宣言している。また自ら皇帝を称するなど台湾王朝の建国を目指したものが6件あった。

### 霧社事件
後期には先住民族による抗日暴動事件として霧社事件が発生した。

## 経済

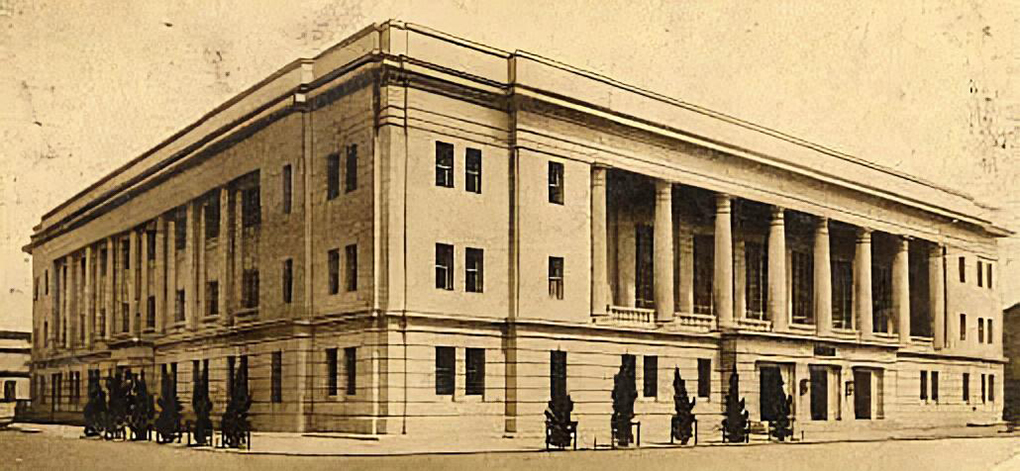
1897年、台北市に設置された台湾銀行本店

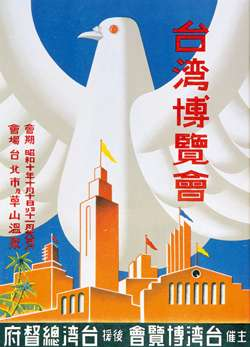
1935年の台湾博覧会ではそれらの現代都市としての台北市が広く宣伝された

日本統治時代の台湾は植民地型経済構造であり、総論的には台湾の資源と労働力を日本内地の発展のために利用していた。この経済構造は児玉総督時代に基礎が築かれ、太平洋戦争（大東亜戦争）により最盛期を迎えた。この台湾経済をその内容により分類するとすれば、1920年（大正9年）までの糖業を主軸とする期間、1920年（大正9年-昭和4年）から1930年代（昭和5年-昭和14年）にかけての蓬萊米の生産を主軸とする期間、1930年代（昭和5年-昭和14年）以降にそれまでの工業を内地、農業を台湾としていた分業論を改め、軍需に対応すべく台湾の工業化が展開された3時期に区分することができる。
これらは重点産業こそ異なるが、経済発展の目標は農産物あるいは工業製品の生産工場に拠り日本国内の需要を満たすことにあったが、日本からの資本投入は台湾経済の発展と社会インフラ整備を支援し、戦後の台湾経済にも大きな影響を与えている。

### 糖業
台湾の糖業は日本資本の導入によりそれまでの零細な生産体制から工場による大量生産へと転換した。台湾総督府も糖業の発展のために高い含糖量の蔗種導入を図るとともに、製糖方法の改善を推奨するなどの政策を推進した。また製糖業者保護のために「原料採集区域制度」を導入、甘蔗農家は付近の製糖工場への作物納入が義務付けられ、またその価格は工場側が決定するというものであった。
このような保護政策の下、日本の財閥も台湾糖業への投資を行い製糖工場が次々に設立される一方、台湾の伝統的な糖業は大きな打撃を受け、また甘蔗農家の収入が抑圧される事態が続いた。

### 金融

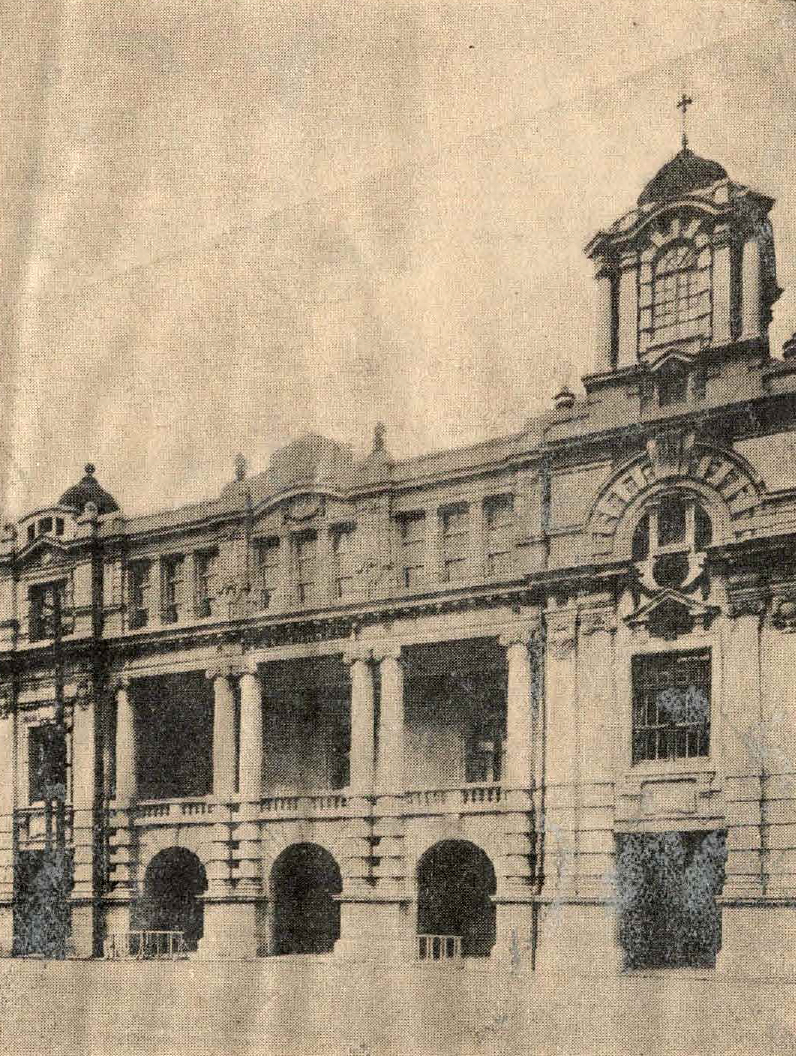
大阪中立銀行

1895年（明治28年）5月、日本軍が台湾に進駐すると、9月には大阪中立銀行が基隆に「大阪中立銀行基隆出張所」を設立した。1896年（明治29年）6月、台湾総督樺山資紀は大阪中立銀行在台分行の設立を認可し、台湾における最初の銀行の設立となった。
1897年（明治30年）3月、帝国議会で台湾銀行法が通過、11月に台湾銀行創立委員会が組織され台湾銀行の開設準備が着手された。1899年（明治32年）3月、台湾銀行法が改正され、日本政府は100万元を限度額に台湾銀行株式の取得を認可した。同年6月に「株式会社台湾銀行」が設立され、9月26日より営業開始となった。日本統治期間中、台湾銀行は台湾総督府の委託を受け台湾での貨幣台湾銀行券を発行していた。台湾銀行の本部は台北に置かれたが、頭取は東京に駐在し、株主総会も東京で開催されていた。この台湾銀行を通して日本資本が大量に台湾に投下され、台湾の資本主義が発達したと共に、更に台湾より中国や東南アジアへの資金が投資されていった。
台湾総督府は台湾金融の安定化を図るため、台湾銀行以外にも彰化銀行、嘉義銀行、台湾商工銀行、新高銀行、華南銀行、勧業銀行などを設立した。また特別法を制定し、信用組合、無尽、金融講、信託会社なども設立され台湾経済の発展に寄与させていた。

### 専売制度
日本統治初期、台湾の財政は日本本国からの補助に依拠しており、当時の日本政府において大きな財政的負担となっていた。第4代台湾総督の児玉源太郎は、民政長官の後藤新平と共に『財政二十箇年計画』を策定、20年以内に補助金を減額し台湾の財政独立を図った。1904年（明治37年）に日露戦争が勃発すると、その戦費捻出のために日本の国庫が枯渇、台湾は計画を前倒して財政独立を実現する必要性に迫られた。
具体的な施策として総督府は地籍整理、公債発行、統一貨幣と度量衡の制定以外に、多くの産業インフラの整備を行うと共に、専売制度と地方税制の改革による財政の建て直しを図った。専売制度の対象となったのは阿片、タバコ（参照台湾総督府専売局松山煙草工場）、樟脳、アルコール、塩及び度量衡であり、専売政策は総督府の歳入の増大以外に、これらの産業の過当競争を防ぎ、また対象品目の輸入規制を行うことで台湾内部での自給自足を実現した。

## 教育

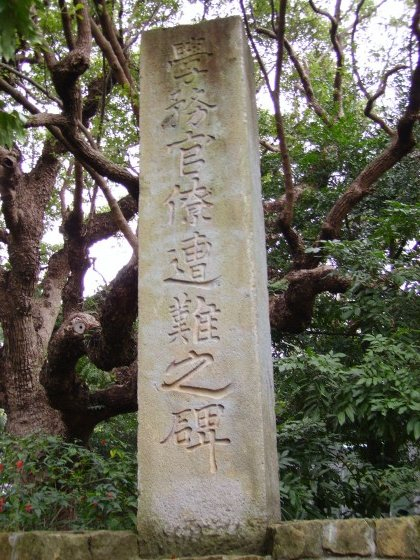
六氏先生遭難之碑

台湾で抗日武力闘争が発生していた時期、総督府は武力による鎮圧以外にその統治体制を確立し、教育の普及による撫民政策をあわせて実施した。台湾人を学校教育を通じて日本に同化させようとした。初等中等教育機関は当初、台湾人と日本人を対象としたものが別個に存在し、試験制度でも日本人が有利な制度であったが、統治が進むにつれ次第にその差異は縮小していった。台湾に教育制度を普及させた日本の政策は現在の台湾の教育水準の高さに一定の影響を与えている。

### 初等中等教育
1895年（明治28年）7月14日、台湾総督府は初代学務部長に伊沢修二を任命し台湾における教育政策を担当させた。伊沢は日本内地でも実現していなかった義務教育の採用を上申し、総督府もその提言を受け入れて同年、台北市芝山岩に最初の近代教育を行う小学校（現在の台北市士林国小）を設置、義務教育の実験校とした。その後六氏先生事件なども発生したが、総督府は教育政策を推進し、翌年台湾全域に国語伝習所を設置するなどの教育機関の拡充に努めた。1898年（明治31年）、国語伝習所は公学校に昇格している。

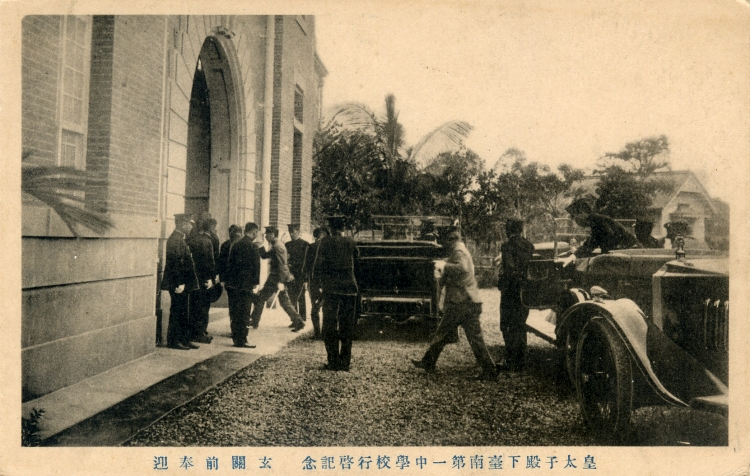
皇太子裕仁親王（後の昭和天皇）台南第一中学校（現・台南二中）行啓。日本人向けの中学で、台湾人向けの中学は別にあった。

当初、台湾の初等・中等教育制度は台湾人と日本人を対象とするものが別個に存在していた。内地人（日本人）の初等中等教育は、内地に適用されるのと同じ教育法令に基づいて設置される小学校および中学校、本島人（台湾人）のそれは、台湾教育令に基づいて設置される公学校および高等普通学校によってそれぞれ担われていた。
しかし1929年（昭和4年）になると台湾教育令を改正し、中等教育については高等普通学校が廃止、中学校に一本化され、台湾人と日本人の共学制が採用された。同時に初等教育においても「内地人」、「本島人」という民族による区分が廃止され「日本語を常用する児童」が小学校に、「日本語を常用しない児童」が公学校に入学することとなった。
1941年（昭和16年）3月、台湾教育令は再度改正が行われ、小学校、蕃人公学校と公学校を統合し国民学校（一部は蕃童教育所）に統一された。これにより、特殊な原住民を対象とする教育以外、中央あるいは地方財政で学校が運営され、1943年新入学児童から内地人本島人を問わず6年制の義務教育が行われるようになった。
台湾人の就学率は当初緩慢な増加であったが、義務教育制度が施行されると急速に上昇、1944年（昭和19年）の台湾では国民学校が944校設置され、就学児童数は876,000人（女子を含む）、台湾人児童の就学率は71.17%、日本人児童では90%を越える世界でも高い就学率を実現した。
| 年代       | 1904年 明治37年 | 1909年 明治42年 | 1914年 大正3年 | 1920年 大正9年 | 1925年 大正14年 | 1930年 昭和5年 | 1935年 昭和10年 | 1940年 昭和15年 | 1944年 昭和19年 |
| ---------- | --------------- | --------------- | -------------- | -------------- | --------------- | -------------- | --------------- | --------------- | --------------- |
| 台湾人学童 | 3.8%            | 5.5%            | 9.1%           | 25.1%          | 27.2%           | 33.1%          | 41.5%           | 57.6%           | 71.3%           |
| 日本人学童 | 67.7%           | 90.9%           | 94.1%          | 98.0%          | 98.3%           | 98.8%          | 99.3%           | 99.6%           | 99.6%           |

### 高等教育

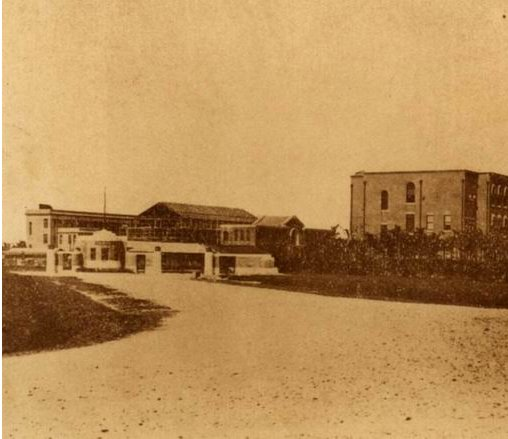
台北帝国大学
（現在の国立台湾大学）校門

日本統治期間中、台湾における高等教育は当初は日本人を対象とし、台湾人が高等教育を受ける機会は限定されたものであったが次第に台湾人も高等教育を受ける機会が拡大していった。

### 職業教育
職業教育では総督府は当初農試験講習生制度を設立し台湾の産業発展に寄与する人材育成に着手した。その後糖業講習所や学務部付属工業講習所など就学期間を半年から2年とする教育機関を設立した。その後台湾各地に中学校が設立されるようになると、総督府は技術人材の育成を目的とした職業教育の充実を目標とし、1922年（大正11年）の台湾教育令改正の差異に、職業学校として農業、工業、商業学校を定めた。これらの実業学校は当初2年制であったが、太平洋戦争勃発後は4年に修業期限が延長され、台湾における技術人員の育成が行われた。

## 交通
総督府は台湾の近代化のために都市整備と交通改善を実施している。その中で鉄道建設が最重要政策とされ、また一定規模を有する道路建設も重要項目として整備された。交通の改善により台湾の人口は1895年（明治28年）の260万人から1945年（昭和20年）の650万人に増加し、台湾の南北を連絡する交通網は台湾社会の大動脈として現在も利用されている。

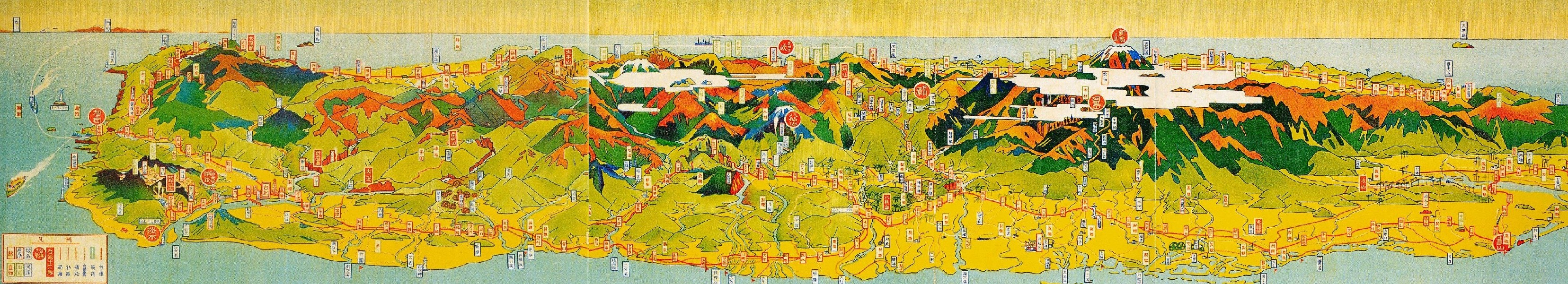
1928年、鉄道部が『台湾日日新報』に掲載した観光地図。台湾の鉄道路線の駅および都市が記載され、台湾八景及び十二名勝が記載されている

### 鉄道

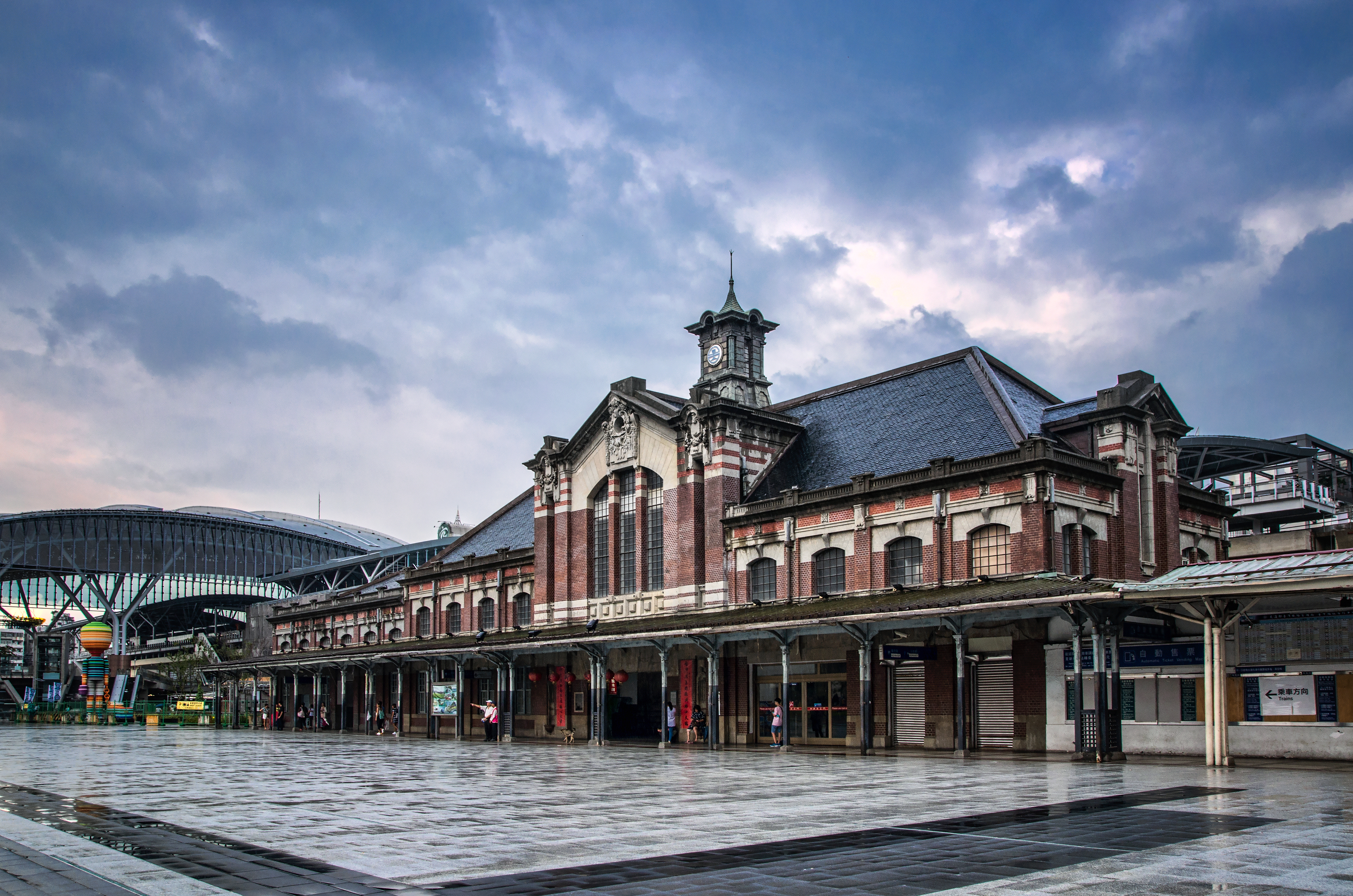
台湾の国定古跡に指定された台中駅2代目駅舎（1917年竣工）

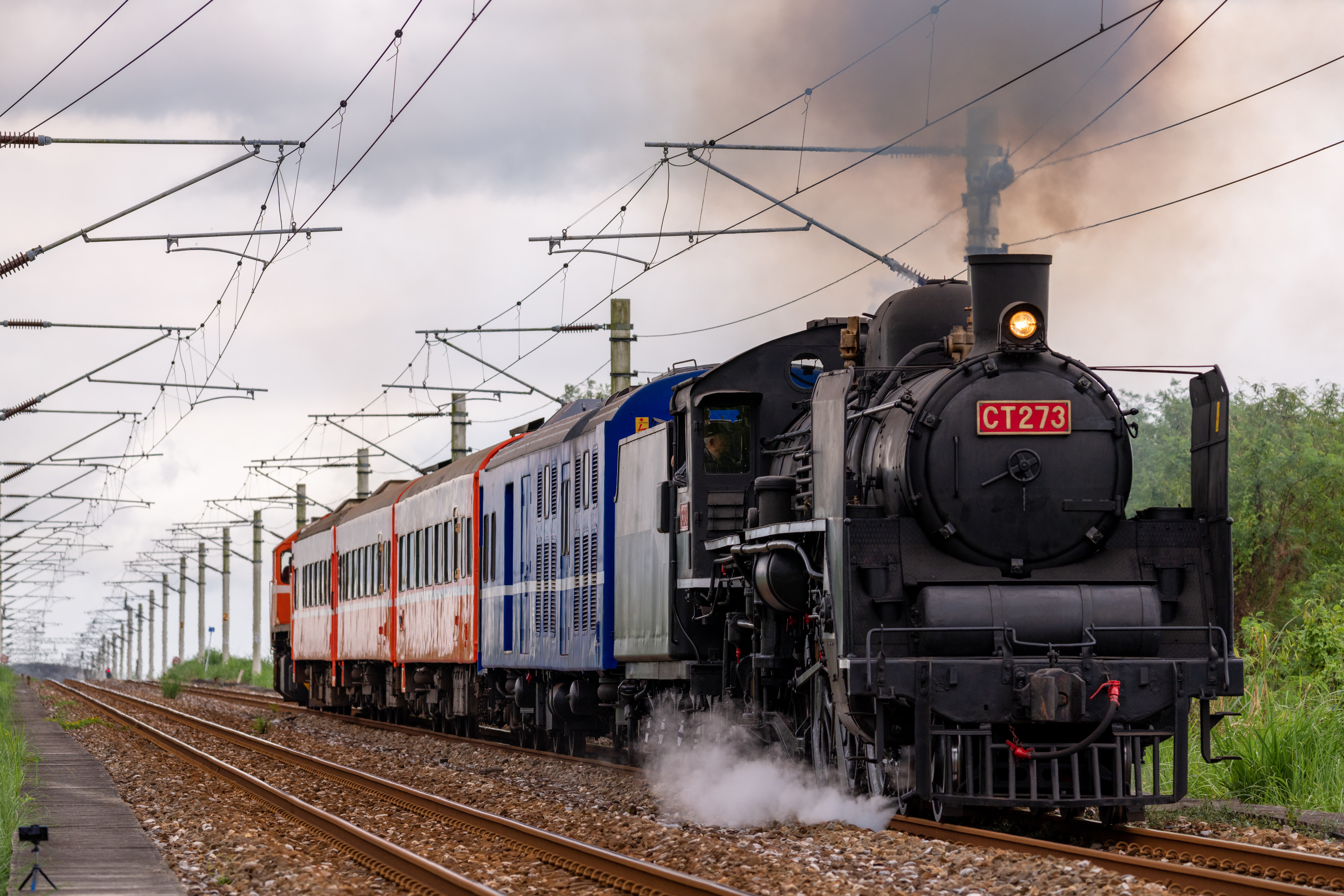
日本のC57形蒸気機関車と同型の台鉄CT270型蒸気機関車

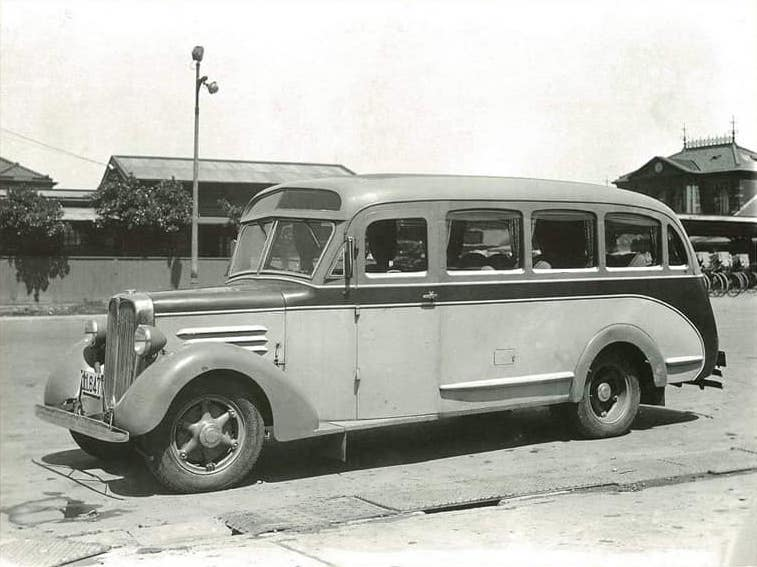
台北市営バス（1935年）

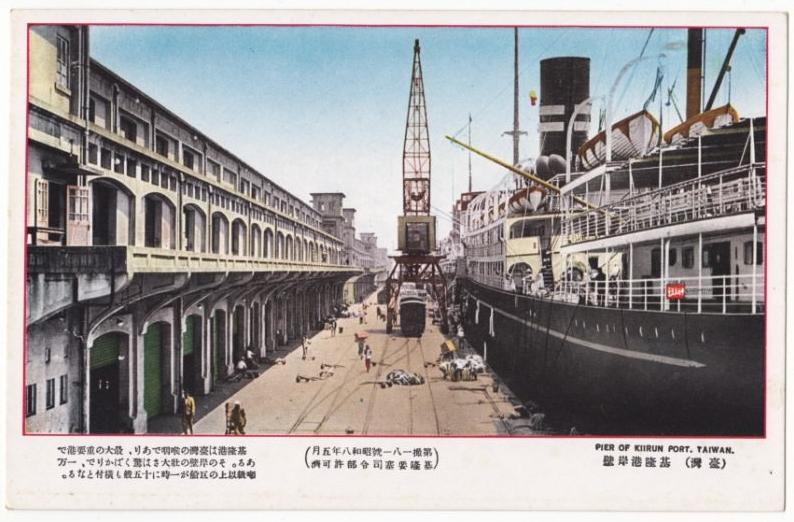
基隆港岸壁（1933年）

1899年（明治32年）11月8日、台湾の鉄道を管轄した鉄道部（台湾総督府鉄道）が総督府内に設立された。成立後総督府は台湾での鉄道建設を積極的に推進し、1908年（明治41年）には台湾南北を縦貫する縦貫線を完成させるなど、それまで数日を必要とした移動を1日で移動できる空間革命となった。
鉄道部はその後も鉄道整備を推進し淡水線、宜蘭線、屏東線、東港線などを建設すると共に、私鉄路線であった台東南線（現台東線の一部）、平渓線を買収した。このほか林田山、八仙山、太平山、阿里山などの森林鉄道の整備も進められていた。
このほか総督府は北廻線、南廻線、中央山脈横断線などの調査も行ったが、これらの新規路線は太平洋戦争の激化により計画にとどまっている。また、台北市は市内に市電を敷設する計画を建てたが、財政難のため計画のみで中止されている。
民間企業による鉄道建設も進み、台湾糖業鉄道、塩業鉄道、鉱業鉄道、人車軌道などが軽便鉄道として台湾各地を網羅し台湾における交通の要となっていた。
国民政府により台湾の資源を収奪した植民地時代として否定的な評価が行われるが、鉄道に関しては確実に戦後の台湾経済の発展に大きな影響を与えた遺産となっている。現在台湾の鉄道輸送に対する依存度は低下したが、鉄道網は日本統治時代の鉄道路線をそのまま踏襲しており、重要な輸送手段の一つとして使用されている。

### 道路
鉄道の整備に比べ、日本統治時代の道路建設は積極的なものでなかった。濁水渓や下淡水渓（現・高屏渓）など比較的川幅の広い河川への橋脚整備が未整備であった。しかし日本統治時代後半になると道路網の整備も一定の成果があると、鉄道と自動車輸送の競争が生じ多くの軽便鉄道がバス輸送に代替された。このバス輸送に対し鉄道部は鉄道との平行バス路線を買収するなど対策を行っていた。
また台北市では1930年（昭和5年）から市営バスの運行が始まり、鉄道駅を中心に放射状のバス路線が整備されていた。

### 港湾
台湾の海運業の改善と、日本の南方進出のための中継港湾基地として総督府は基隆港、高雄港の築港を行い、大型船の利用と鉄道連絡が可能な近代的港湾施設が整備された。そのほか台湾東部や離島との海上交通の整備の一環として花蓮港や馬公港などもこの時代に整備されている。

## 水利事業
日本統治時代、台湾の主要産業は農業であり、水利施設の拡充は台湾経済発展に重要な地位を占めていた。農業方面では土地調査事業により台湾の耕地面積を確定させた後、水利事業の整備を推進した。
1901年（明治34年）、総督府は『台湾公共埤圳規則』を公布、以前からの水利施設を改修すると共に、新たに近代的な水利施設を建設することをその方針とした。これら水利事業の整備は台湾の農業に大きな影響を与え、農民の収入を増加させるとともに、総督府の農業関連歳入の増加を実現している。

### 嘉南大圳

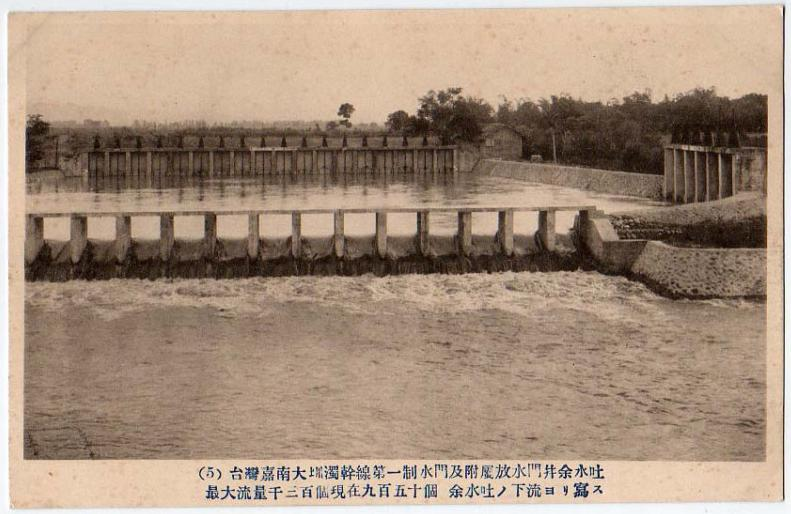
嘉南大圳

台湾南部に広がる嘉南平原は大河川が存在しない上に降水量が乏しい地域であり、秋から冬にかけては荒涼とした荒野になっていた。総督府技師の八田與一は10年の歳月を費やし、当時東南アジアで最大の烏山頭ダムを完成させると、1920年（大正9年）には嘉南大圳建設に着工、1934年（昭和9年）に主要部分が完成すると嘉南平原への水利実現に伴い、台湾耕地面積の14%にも及ぶ広大な装置を創出した。

### 発電事業
台湾での工業化を推進するために整備が進められた本格的な発電事業は、1903年（明治36年）2月12日に土倉龍次郎により設立された台北電気株式会社に始まる。深坑を流れる淡水河の支流である南勢溪を利用した水力発電所を建設し、台北市への電力供給を開始した。
その後台湾の近代化を推進する総督府は官営の発電所として台北電気作業所及び亀山水力発電所を1905年（明治38年）には台北に、翌年には基隆への電力供給を開始している。
その後1909年（明治42年）に新店渓の小粗坑発電所、高雄県美濃鎮の竹子門発電所、1911年（明治44年）には台湾中部の后里発電所などが次々と建設された。

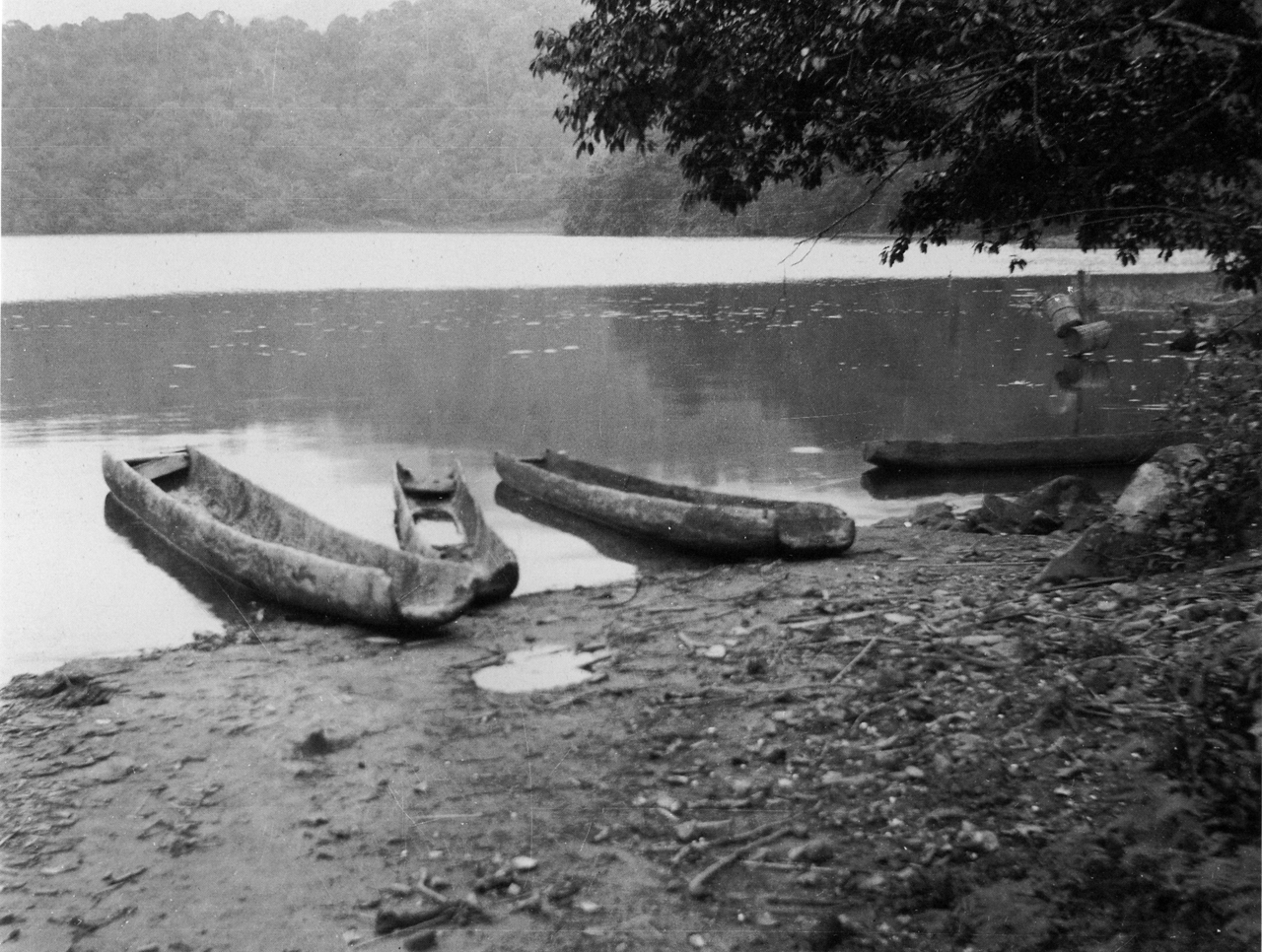
発電所のできる前の日月潭（1900年撮影）

1919年（大正8年）、台湾総督明石元二郎は各公営・民営発電所による台湾電力株式会社を設立、より大規模な水力発電所の計画を立案し、当時アジア最大の発電所建設のための調査が着手された。
その結果日月潭が建設予定地に選定され、日月潭と門牌潭に落差320mの水力発電所建設が着工された。この建設のために縦貫線二八水駅（現・二水駅）より工事作業地区までの鉄道を敷設し物資の輸送を行った。
これが現在の集集線の前身である。工事は第一次世界大戦後の恐慌の影響を受けるなどあったが、1934年（昭和9年）に日月潭第一発電所が完成、台湾の工業化の基盤である電力供給が実現した。
その後増加する電力需要に対応するため、1935年（昭和10年）に日月潭第二発電所、1941年（昭和16年）には万大発電所の建設が開始されたが、太平洋戦争（大東亜戦争）中のアメリカ軍の空襲によって被害を受け工事が中断した。

## 社会改善事業

### 阿片対策
1895年（明治28年）に日本による台湾統治が開始されると当初、阿片吸引は禁止された。しかし阿片吸引人口が多く、急進的な禁止政策は社会不安を招くとし、即時禁止政策を漸禁政策へと転換させた。1897年（明治30年）1月21日、総督府により『台湾阿片令』が公布されると、総督府は阿片を専売対象品目とし民間の販売を禁止し、また習慣的な吸引者には一代限定の吸引免許を発行し、新規免許の発行を行わないことで時間をかけた阿片撲滅を図った。1900年（明治33年）の調査では阿片吸引者は169,064名（総人口の6.3%）であったものが、1921年（大正10年）には45,832人（1.3%）とその政策の効果が現れている。また財政的にも阿片専売による多額の歳入があり、台湾経済の自立にも寄与する政策であった。

### 公衆衛生
日本が台湾に進駐した初期において、日本軍は伝染病などにより多くの戦病死者を出した経験から総督府が台湾の公衆衛生改善を重要政策として位置づけた。当初総督府は各地に衛生所を設置し、日本から招聘した医師による伝染病の発生を抑止する政策を採用した。大規模病院こそ建設されなかったが、衛生所を中心とする医療体制によりマラリア、結核、鼠径腺ペストを減少させ、この医療体系は1980年代まで継承されていた。
設備方面ではイギリス人ウィリアム・K・バートンにより台湾の上下水道が設計されたほか、道路改善、秋の強制清掃、家屋の換気奨励、伝染病患者の強制隔離、予防注射の実施など公衆衛生改善のための政策が数多く採用された。
また学校教育や警察機構を通じた台湾人の衛生概念改善行動もあり、一般市民の衛生概念も着実に改善を見ることができ、また台北帝国大学内に熱帯医学研究所を設置し、医療従事者の育成と台湾の衛生改善のための研究が行われていた。

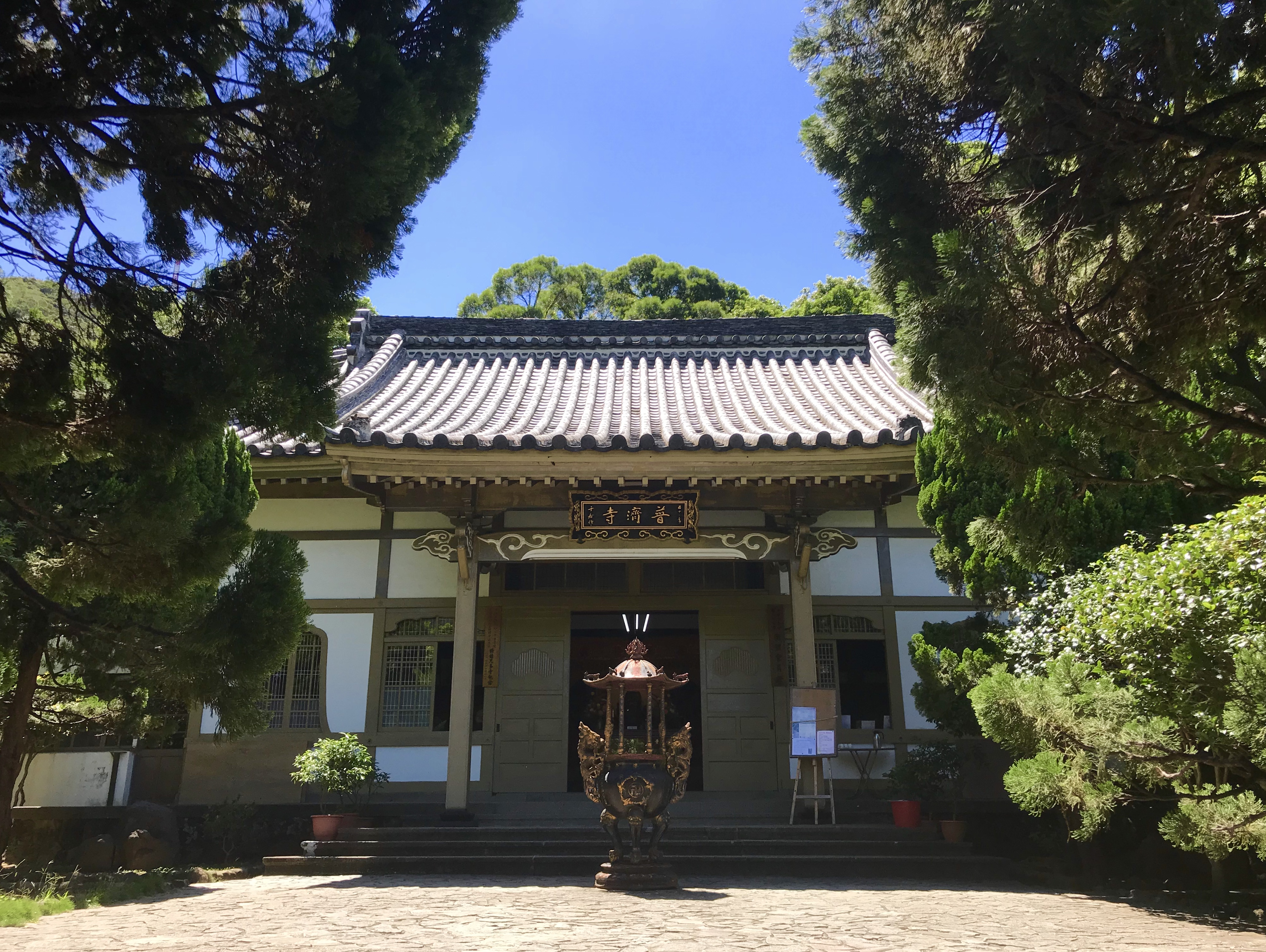
北投温泉、普済寺

### 温泉
北投温泉は、明治16年（1894年）にドイツ人硫黄商人オウリー（Ouely）が発見したといわれている。1896年、大阪商人平田源吾が北投で最初の温泉旅館「天狗庵」を開業した。その後、日露戦争の際に日本軍傷病兵の療養所が作られ、それ以降、台湾有数の湯治場として知られるようになった。

## 歴史的評価

### 日本統治の功罪

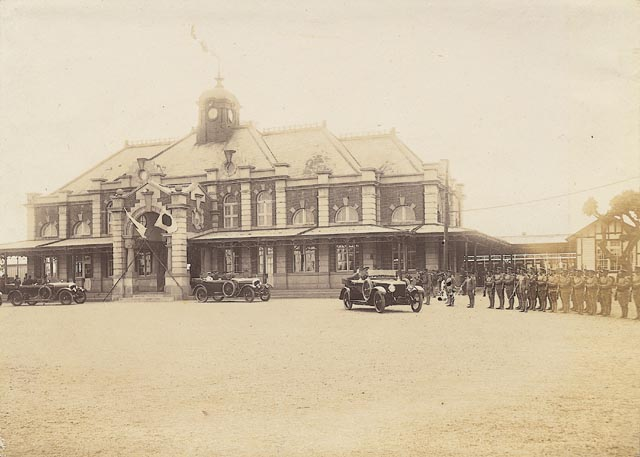
摂政宮（のちの昭和天皇）の台湾行啓（1923年、新竹駅）

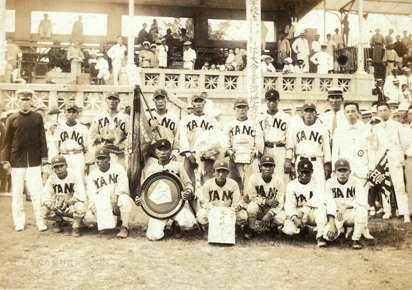
昭和6年夏の甲子園で準優勝した嘉義農林野球部

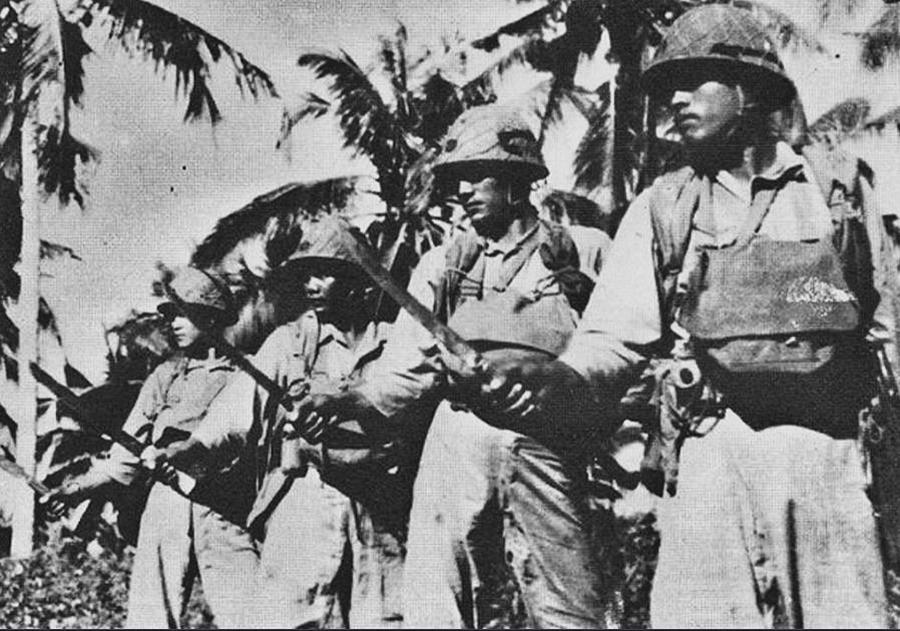
高砂義勇隊（1944年10月）

鉱山の開発や鉄道の建設、衛生環境の改善や、農林水産業の近代化などで台湾の生活水準は向上し、農工業の生産も増加した。
戦争になると台湾で生産された食料物資が内地へ供給されたほか、高雄の飛行基地建設や、徴兵制の導入など、日本人と同様に台湾人も兵士や労働力として活躍した。
1945年（昭和20年）には衆議院議員選挙法が改正され、台湾から衆議院議員が選出される道も開かれたが、日本の敗戦により実現しなかった。
また満洲国の運営や中国との折衝で台湾人が登用されるケースも多かった。
日本の統治により台湾人の教育水準は上昇し、就学率、識字率ともに世界最高水準を達成した。一方で、初等教育においては主に日本人の通う小学校と、現地人のみが通う公学校は明確に区別され、設備や人員等の面で日本人学校が優遇されていた。また公的機関や日本人の所有する企業では一定以上の昇進は見込めず、例えば台北市役所では課長以上の台湾人は一人もおらず、係長以下か給仕・小使であった。
戦争が始まると、皇民化政策により日本人との同化が推進され、多くの台湾人が日本人意識を持つに至った。しかし皇民化政策の背後には、台湾人のもつ漢民族的な風習・伝統・宗教に対する感情があった。
平和的な印象の強い日本統治であるが、それは統治後期の話であり、初期には統治に反対する武力蜂起がいくつか発生した。武力蜂起は警察や軍隊により鎮圧され、蜂起に参加した者の多くは逮捕、もしくは処刑された。
台湾原住民との間では日本統治時代最大規模の武力蜂起である霧社事件が起こった。蜂起した原住民部族に対する出草（首狩り、理蕃政策の一環として法律で規制されていた風習）が、鎮圧に協力した部族に許可された。このため、事件前に1400人だった霧社地区の人口は、事件後300人にまで減少した。
一方で、日本の理蕃政策と称された台湾原住民に対する統治政策は、原住民の教育水準向上に貢献し、法的には日本人や閩南系・客家系住民とほぼ同等の権利を認めた。
このように日本の台湾統治は、「インフラの整備」「日本人意識の植え付け」という特色を持っていた。これは日本政府の、台湾を国内の一地方として捉えていたことが窺える。
1942年（昭和17年）には台湾で陸軍特別志願兵制度が始まり、1944年（昭和19年）には徴兵制も実施された。約20万人余りの台湾人日本兵（軍属を含む）が日本軍で服務し、約3.3万人が戦死または行方不明となった。先住民族からなる高砂義勇隊は南方戦線で大きな活躍を見せた。
戦後、日本は国交が無いことなどを理由に補償を拒み、1987年（昭和62年）になって、一律200万円の弔慰金を支払った。しかし毎月30万円の遺族年金が支払われている日本人兵士に対し、日本国籍を離脱した台湾人兵士にはそれ以上の支払いはない。なお、1952年（昭和27年）に締結された日本国と中華民国との間の平和条約によって日本国および中華民国との請求権問題は解決している。
1904年9月、『タイムズ』と『ニューヨーク・タイムズ』が掲載した「日本人によって劇的な変化を遂げたフォルモサという島」との見出しの「誰もが成しえなかったことを数年で達成した驚くべき成果」「他の植民地国家への一つの教訓」という記事は、「台湾住民を重視した寛容な法治」「学校教育の制度の導入」「鉄道網や銀行・通貨」といった近代化政策の結果、「衝撃的な経済成長で住民は繁栄を享受し、人口も急増した」として、「スペインやオランダが植民地化に乗り出したが失敗に終わった」「（領有する軍事力など）十分な力があった英仏も島の中には足を踏み入れなかった」と指摘し、下関条約に調印した李鴻章が、「台湾がとてつもなく劣悪な島であることに日本はすぐに気づくことになろう、とうそぶいていた」とも書き、日本による「驚くべき成果」として「アヘン吸引者の減少」を取り上げ、「専売制を敷いて許可を受けた吸引者にのみアヘンを売り、収益は全額をアヘン根絶政策にあてた」という対応を、「人々の慣行を可能な限り尊重し、文明化の方向に寛容に導いた」「一つの教訓」と公平に評価した。
姜尚中とダニ・オルバフ（ヘブライ大学）は、「同じ大日本帝国の植民地だったのに、台湾は親日的なのに、韓国が反日的なのはなぜか」という対談において、
【オルバフ】「『植民地』としての朝鮮半島は天皇直属です。同じ『植民地』でも台湾は内閣直属でした」
【姜】「そうですね。今、日本人はどうして台湾が親日的なのに韓国が反日的なんだろうと考えますよね。でもそれは、台湾統治と朝鮮半島の統治の組織構造の違いを考えると分かります」
【オルバフ】「当時の大日本帝国憲法のわずかな権利すら民衆に与えず、総督が天皇の代理人として弾圧できたのが朝鮮でした。朝鮮では総督が代々陸海軍大将であったのに比べ、台湾では1919年から1936年まで貴族院議員の政治家が続きました」
【姜】「天皇直属となれば、時の政府は口出しはできません。台湾と朝鮮半島でどうしてこのような統治の違いになったのかが不思議なのですが、天皇統治とはある意味、統帥権が不可侵であるのと同じです。最終的に同化政策の時は、君たちは日本の本土にいる人たちと変わらない、ということになります。天皇の愛顧をみんなにあげるというのは大変な恩恵であるという発想です。それを天皇統治では一方的にどんどん進めていくことになり、朝鮮半島の日本に対する評価が変わってくるわけです」
と述べている。
台北駐日経済文化代表処代表を務めた羅福全は、平井敏晴（漢陽女子大学校）による大日本帝国の植民地だった台湾人と韓国人の対日感情の比較に関する取材に対して、「韓国が日本に反発してしまう理由はいろいろありますが、私がまず思うのは、王朝があったからですよ。台湾にはなかったでしょ」「（戦後、台湾に入城した中華民国軍の）大陸から台湾にやって来た人たちの格好を見て、台湾の人たちが愕然としたんですよ。身なりはひどいし、兵器は旧式で、日本のものと比べると雲泥の差がありましたから」「日本の台湾統治は黒字で、朝鮮統治は赤字だったんですよ。日本は成功した台湾をモデルケースにして朝鮮統治に臨んだけど、うまくいかなかった。その結果、日本人は台湾人に対するのと同じように朝鮮人に接することができなかった」と述べており、平井敏晴は、17世紀に清が明を滅ぼすと、長崎出身の鄭成功は清に抵抗する拠点を築くために1662年に台南に入り、その後の台湾は、清に対する抵抗の拠点であり続けたため、台湾からすると、日本に割譲されることは、抵抗を続けてきた清からの開放でもあり、「台湾には王朝がなかったので、そこを統治して開拓を進めた日本は、後に朝鮮で経験するような王政復古のイデオロギーによる軋轢を経験せずにすんだ」「台湾はもともと清への対抗意識があり、日本統治はある意味、台湾にとって渡りに船でもあった。一方、韓国は王朝を断絶させられたことで、日本への反発が生じやすかった。そのうえ、朝鮮統治は日本にとって経済的にうまくいっていなかった」と結論付けている。

### 戦後の評価

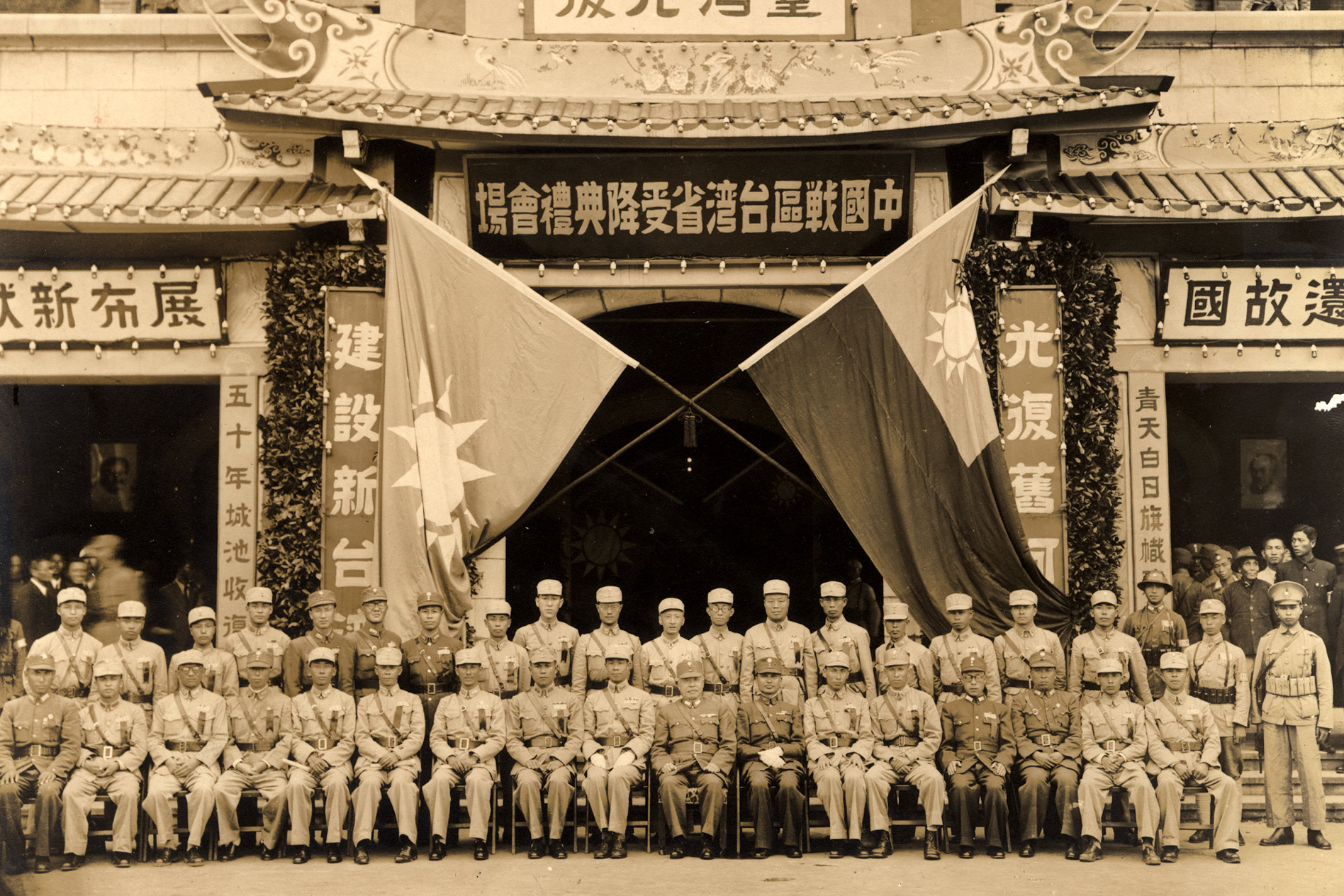
台湾に進駐した中国国民党軍（1945年10月）

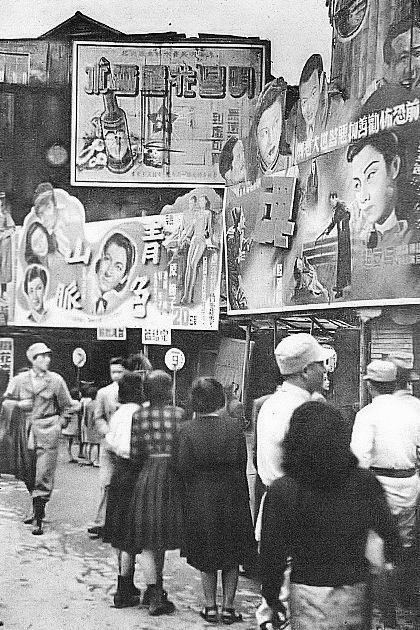
中華民国統治下の台北市の繁華街（1951年）。日本映画「青色山脈」の看板が掲げられている。

台湾では戦後、国共内戦に敗れた中国国民党とその軍隊が、大挙して台湾に退避。大陸反攻を国是とし軍事を優先とした政策を実施したため、台湾のインフラ整備は後回しにされた。さらには新たに台湾に住みついた外省人を優遇し、古くから台湾に住んでいた本省人を弾圧（白色テロ、1947年に発生した二・二八事件はその最大規模のものである）したことから、本省人は「犬（日本人）が去って豚（外省人）が来た」「犬はうるさかったが番犬としては役に立った。しかし豚は食うばかりで役に立たない（日本人は台湾人に対する優越意識があって不愉快だったが、警察などの貢献があった。しかし外省人は本省人を搾取するばかりだ）」と日本時代を懐かしんだ。
日中戦争から太平洋戦争にかけての時期、朝鮮でも台湾でも統制が強化され変化も加速したが、台湾においてはこれらの体験について憤りの念や苦悩を描いた文献はほとんど見かけることがない。1940年代初頭について語った回顧録などでも、この時代を残虐、抑圧的、あるいは恐怖の時代として描いたものほとんどない。戦後の台湾人は、植民地時代の忌まわしい思い出や悪夢のような出来事がたとえあったとしても、これらを公にしようとしたことは、ほとんどなかった。これは、朝鮮における姿勢とは全く異なる。台湾における日本統治時代への評価は朝鮮に比べて肯定的であり、特に日本統治時代を経験した世代にはその時代を懐かしみ、評価する人々も多く、そのような声を載せた著書も数多く出版されている。
1988年から2000年まで中華民国総統を務めた李登輝は中国国民党の独裁体制を廃し、台湾の民主化を促進した。李登輝の時代に監修された台湾の歴史教科書「認識台湾（歴史編）」では、従来地方史として軽視されていた台湾史を本国史として扱い、特に日本の統治時代を重点的に論じたが、この「認識台湾」は陳水扁の民主進歩党政権時代に公教育から撤廃された。総統引退後の李登輝は台湾の中華民国（中国）からの独立を訴えた。その中で中国国民党批判と共に日本の統治政策の再評価を訴えている。2005年に李登輝は、「台湾と日本は生命共同体であり、その絆は決して揺るがない。台湾は台湾人だけのものではなく、日本も日本人だけのものではない。日本は台湾人の日本であり、世界の日本である」と発言した。また、2009年の講演では「あなたたちの偉大な祖先の功績を知り、誇りに思ってほしい」と訴え、台湾が日本統治下にあった時代に、日本人技師らの貢献でインフラ整備などが進められたことを説明し、「公に尽くし、忠誠を尽くした偉大な祖先が作り上げてきた日本精神を学び、あなたたちも大切にしてほしい」と発言した。
蔡亦竹によると、国共内戦後、中国から台湾に逃れた少数派の中国国民党は、多数派の元日本国民であった台湾人に「われわれは対日戦争に勝って台湾人を二等国民の扱いから解放した」と主張することで、自らの高圧的統治を正当化した。また、台湾人アイデンティティを喚起する恐れがあるため、元々台湾人のみに共有された、日本文学、日本映画、テレビ番組などは推奨しなかった。1972年の日中国交正常化に伴い、台湾は直ちに日本に国交断絶を宣言したが、中国との国交樹立は裏切りであり、この年に台湾政府は一切の放送で日本語を禁止にし、日本映画の輸入もご法度になり、1980年代末にようやく禁制が緩くなったが、薬師丸ひろ子が台湾で映画宣伝をおこなった際は、日本語ではなく英語で司会者とやり取りをおこなったほどであり、「日本追放」の全面解除は1993年まで待たねばならず、蔡は「今、台湾は親日的な国柄で知られている。しかし、このような理由からわれわれ40代の人間は中学校まで日本を悪者として教育されていた」と述べている。
台湾における各種世論調査では台湾人は日本に好意的である。例えば、2009年4月、財団法人交流協会が実施した初の台湾人対象の対日意識世論調査では、「日本に親しみを感じる」が69%で、「親しみを感じない」の12%を大きく上回った。「最も好きな国」としても38%が日本を挙げ、2位のアメリカ（5%）、中国（2%）を大きく上回った。2010年度「台湾における対日世論調査」では、「日本に親しみを感じる」が62%で、「親しみを感じない」の13%を大きく上回り、「最も好きな国」としても52%が日本を挙げ、2位のアメリカ（8%）、中国（5%）を大きく上回った。
2006年に台湾の『遠見雑誌』が、20歳以上の台湾人1000人に「移民したい」「行ってみたい」「尊敬すべき」「留学したい国」の4項目を調査した結果、日本が「移民したい」「行ってみたい」「尊敬すべき」の3項目でそれぞれ1位を獲得した。謝雅梅は、「日本統治時代、その目的はどうであれ、日本が台湾のインフラを整備したことは今でも高く評価されてます」「日本のテレビ番組や雑誌なども昔からあって、よく見てました。今、20代くらいの若者には、日本の音楽やファッション、マンガやゲームなどのサブカルチャーが人気です。彼らの世代になると、もう日本との歴史をよく知らないんですよ。台湾も、日本のようにアメリカの影響は大きいんですが、やはり同じアジアの日本文化の方が肌に合う。これは一過性の流行ではなく、親日感情は昔から繋がっているんです」「文化は日本、経済はアメリカにもっとも影響を受けています。それに、アジアのなかで経済発展を遂げた境遇も似ていますし、親近感があるんです」とコメントしている。
民主進歩党系のシンクタンクである台湾国策研究院が2006年に実施した世論調査では、台湾で一番好かれている外国人は日本人で27.1%、アメリカ人22.7%、中国人11.1%、韓国人9.3%だった。台湾智庫が2008年に行った世論調査では、「中国、アメリカ、日本、韓国の4カ国の中で、全体的にどこの国に最も好感を持っているか」という設問では、日本が最多の40.2%で、アメリカは25.7%、韓国は5.4%、中国は5.1%だった。
2009年に台湾の財団法人金車教育基金会が台湾の学生の対象に実施した意識調査「最も友好的な国・最も非友好的な国」では、日本は「最も友好的な国」の第1位（44.4%）で、日本が首位になったのは3回目だった。
2021年8月10日、台湾のシンクタンクである台湾制憲基金会が実施した台湾の世論調査結果を発表し、アメリカに好感を持つ人が75.6%、日本に好感を持つ人が83.9%、中国に好感を持つ人は16.4%にとどまり、9割近くがアメリカや日本と正式な外交関係を構築することを支持した。
『ワシントン・ポスト』は、「台湾は、1895年から1945年まで日本の占領下にあったにもかかわらず、アジアにおいて稀有な親日感情を抱き続けている。台湾人の年輩者らは未だに日本語と日本文化に大変な共感を示す。台湾は毎時200マイル走行が可能な日本の弾丸列車を30億ドルで導入し、先月（試験走行を）開始した。また、日本政府は、12月に台湾の李登輝元総統（彼は日本で教育を受け、親愛の念を抱く大学時代の元教授と再会を果たした）に観光ビザを発給したが、中国側はこれに激しく反発した」と報道した。
馬英九総統の外交政策・対日戦略のブレーンで中華民国総統府国家安全会議諮問委員を務める楊永明は、「一般的に言って、日台間では相互に友好感情が存在するという基本認識がある。台湾はおそらく世界で最も親日的な社会であり、日本でも台湾に対する好感が広範に存在するのである」と指摘している。同じく中華民国総統府国家安全会議諮問委員(閣僚級、日台関係担当)を務める李嘉進は、「日台は『感情の関係』だ。普通の外交関係は国益が基本だが、日台は特別。お互いの好感度が抜群に高い。戦前からの歴史が育てた深い感情が出発点となっている」と発言している。
中華民国総統であった李登輝は、日本統治時代に台湾人が学んで純粋培養されたのは、「勇気」「誠実」「勤勉」「奉公」「自己犠牲」「責任感」「遵法」「清潔」といった「日本精神」であり、国共内戦後に中国大陸から来た中国国民党たちは、自分たちが持ち合わせていない価値観だったので、「日本精神」を台湾人の持ち合わせている気質だと定義して、これらの言葉が広まり、台湾に浸透した「日本精神」があったからこそ、台湾は中国文化に吞み込まれずに近代社会を確立できたのであり、台湾人の親日の背景にはこうした歴史的経緯があると述べている。また李登輝は、日台は現在のところ正式な外交関係がないため、経済・文化交流を強化すれば良いという意見が多く、経済・文化交流を促進して、日本人と台湾人の心の絆を深めることは重要であるが、日本人が中華意識に囚われて台湾を軽視した場合、日本は地政学的危機に陥ってしまい、まさしく日台は生命（運命）共同体なのであり、このことを日本人は常に意識して欲しいとしている。
このように台湾では親日的な雰囲気があることから、日本統治も肯定的に捉えていると日本では思われがちである。しかし国民党や親民党は日本統治は日本による搾取に過ぎなかったと位置付けている。それに比べると民主進歩党は日本統治に対して同情的ではあるが、植民地主義は現代において認められないとの立場を表明しており、日本統治を評価しつつも、その根底に存在した植民地主義を批判する立場を取っている。
日本は、日清戦争の結果、国際条約に基づいて台湾を得たが、中国の歴史教科書は「間違いなく日本の侵略だ」「それ以後も日本の台湾統治は略奪、占領のひどい時代だった」と厳しく断罪している。